# Yihadismo

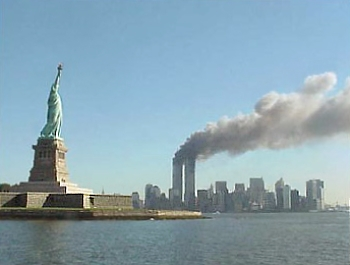
Las Torres Gemelas pertenecientes al World Trade Center en Nueva York ardiendo en llamas el 11 de septiembre de 2001. El atentado contra estos edificios constituye el mayor ataque terrorista cometido en la historia de los Estados Unidos y provocaron que el gobierno de George W. Bush lanzara una intensa ofensiva global contra el terrorismo yihadista.

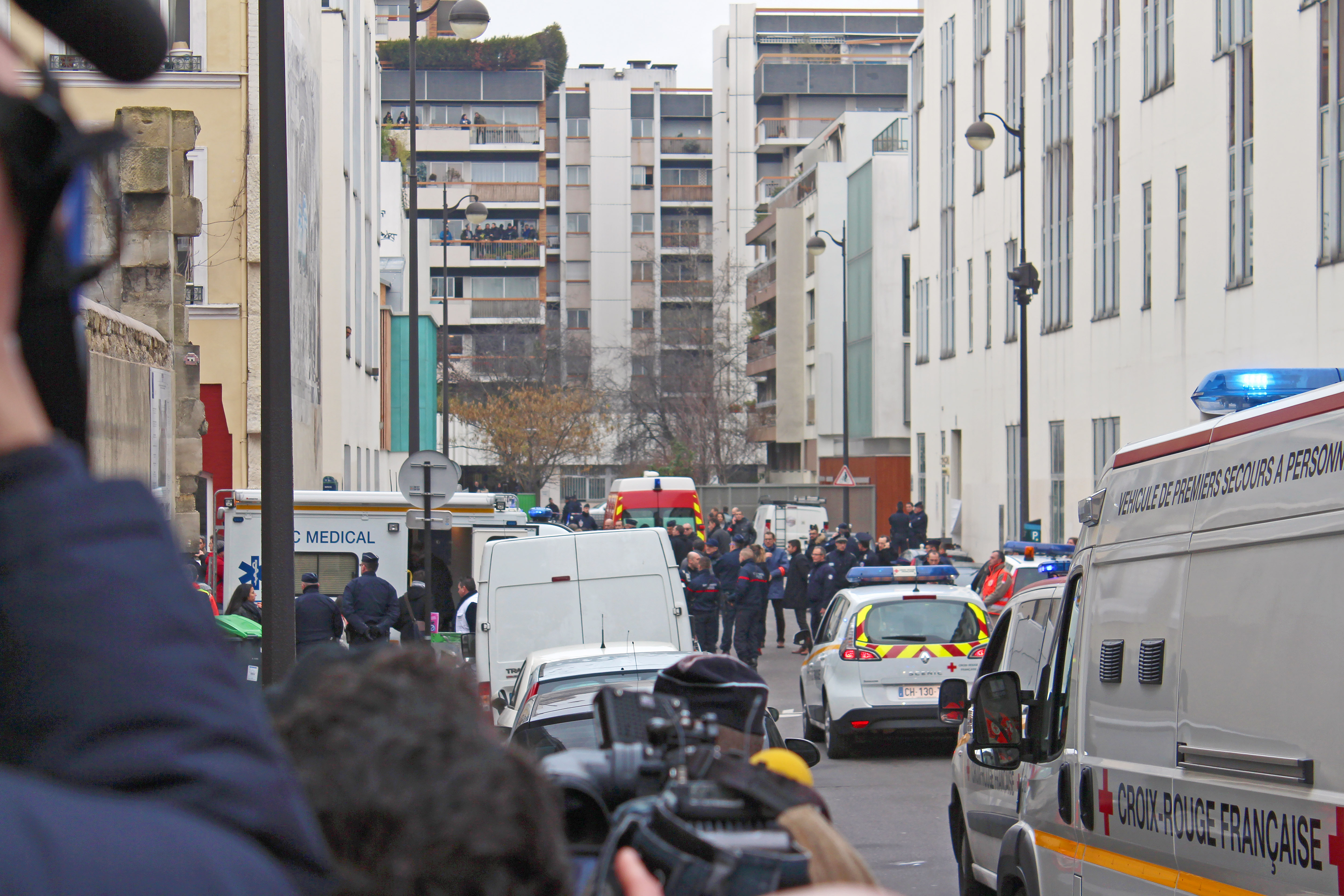
Una calle de París instantes después del atentado contra el semanario satírico francés Charlie Hebdo el 7 de enero de 2015. El ataque fue reivindicado por la red yihadista global Al Qaeda como respuesta a la provocación contra el islam que según el grupo la revista cometía al publicar constantemente caricaturas de su autoría referentes al profeta Mahoma.

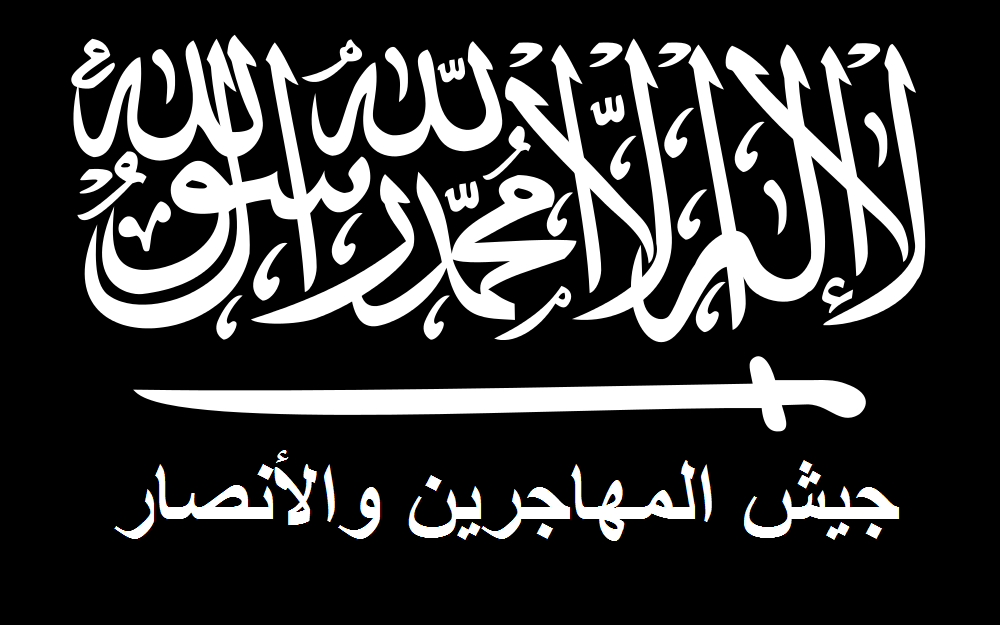
Bandera de Jaish al-Muyahidín wal-Ansar

Bandera del Jabhat Fateh ash-Sham Grupo terrorista yihadista Sirio

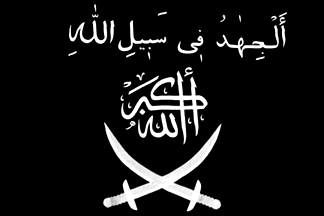
Según los informes, una bandera negra utilizada por yihadistas caucásicos en 2002 muestra la frase al-jihad fi sabilillah sobre el takbir y dos espadas cruzadas.

El yihadismo —pronunciado con h aspirada — o yijadismo es un neologismo oriental que hace referencia a un tipo de ideología caracterizada por la frecuente  utilización del terrorismo, en nombre de una pretendida yihad, a la cual sus seguidores llaman una «guerra santa» en el nombre de Alá. Se habla de pretendida yihad porque la yihad es un concepto básico del Islam.
El concepto de yihad tiene dos tipos de acepciones: la «yihad menor » que abarca 2 conceptos: por un lado, la lucha militar en nombre de Dios contra un enemigo malvado y defendiendo una causa justa del lado del bien, concepto en el que se intentan legitimar los yihadistas tergiversando el propósito original, y por otro lado cualquier acción realizada por Dios para mejorar la humanidad (permanecer callado, hablar, reivindicarse...); y la «yihad mayor», de completa interpretación espiritual, que representa el esfuerzo que todo creyente debe realizar para ser mejor musulmán o mejor persona en general, teniendo que luchar contra los instintos e impulsos destructivos como la arrogancia, la envidia, el egoísmo, la vanidad y los deseos carnales.
También existen otras acepciones como terrorismo islámico o terrorismo islamista, utilizadas frecuentemente en los medios de comunicación a partir de los atentados del 11 de septiembre de 2001, si bien su utilización es criticada por su vinculación por asociacionismo del Islam con terrorismo.
El uso por teóricos, estudiosos y políticos, el término terrorismo yihadista en detrimento de otras denominaciones, que a su juicio son ampliamente contraproducentes al reforzar el punto de vista de los yihadistas y sus seguidores, quienes sostienen que las sociedades occidentales son hostiles al islam por naturaleza.
Ideológicamente, el yihadismo como doctrina política es un ideario teocrático totalitario de corte «antiliberal» y «antidemocrático» que, según sus críticos, «desprecia sistemáticamente la vida humana». Por esa razón está considerado por muchos como una de las amenazas más graves a las que se enfrentan las democracias liberales, particularmente en Occidente.

## Etimología
El término original yijad o yihad es un arabismo procedente de su forma original árabe (جهاد, /yihád/), que significa 'esfuerzo'. Del vocablo, recogido en el diccionario de la Real Academia Española, se han generado tanto derivaciones españolas, los adjetivos yijadista y yihadista, como los préstamos lingüísticos adoptados desde su respectiva voz árabe (جهادي, /ǧihādiyya/), los adjetivos yijadí y yihadí (plural añadiendo «-es»). El uso de todos estos vocablos puede remontarse a la década del 60 (al menos sus versiones inglesas equivalentes) y la abstracción yijadismo o yihadismo a 1980, pero tales términos no se usaron con frecuencia en los medios de comunicación hasta después del 11-S. El término movimiento yijadista y sus alternativas (movimiento yijadí, etc.) datan del mismo periodo, habiéndose usado desde 1970.[cita requerida]El yihadismo tiene mucho poder en el Medio Oriente por lo que se propaga desde el norte de África y occidente de África así como el Oriente de Asia desde Turquía al oriente, hasta Irán, Irak, y Uzbekistán al occidente, al norte con Kazajistán, y al sur con Yemen y Omán.

## Los objetivos político-religiosos
El yihadismo como derivación del salafismo, es un fenómeno heterogéneo donde coexisten diversas interpretaciones sobre cómo “volver a los orígenes del Islam”. Los principios de todas estas doctrinas consisten en restaurar la grandeza del Islam, reislamizar a las sociedades musulmanas desde la más estricta ortodoxia y la aspiración de crear estructuras políticas que velen y promuevan la realización de dichos principios. El ámbito de actuación puede ser únicamente regional pero todas las líneas coinciden en el deseo de lograr la unión de todos los musulmanes, y la voluntad de extender el Islam por todo el planeta. La prioridad de cada objetivo, los métodos a utilizar para lograrlos, dependen de las características históricas y políticas de cada región. Soliendo definir esto las diferencias entre unos y otros grupos.
Sus objetivos suelen ser graduales y a medio plazo pasan por derrocar a los gobiernos liderados por musulmanes moderados que ellos consideran apóstatas, impíos y corruptos, por ser tibios e hipócritas y ser aliados de occidente. Son la mayoría de los países musulmanes incluida Arabia Saudita, país que en numerosas ocasiones ha sido puesto en el punto de mira de los yihadistas con el fin de derrocar a la monarquía. Con ello buscan consolidar estados afines desde donde iniciar su expansión, con pretensiones a recuperar los territorios islámicos “ilegítimamente usurpados” y recrear el califato de corte islamista radical a nivel mundial.
Si bien durante los últimos tiempos se han ido consolidando las doctrinas más radicales, con pretensiones en la yihad global, las cuales tienen por prioridad necesaria e ineludible combatir contra Occidente hasta la muerte. Esta teoría está enfatizando la declaración de una Yihad sin cuartel contra Occidente, en lugar de tratar de extender el Islam a todo el mundo, incluidos los infieles y las gentes del Libro, por medio de la predicación y el proselitismo. Para los teóricos del islamismo radical es inaceptable invitar a los responsables de la nueva era de ignorancia religiosa o dahiliya a formar parte del Islam. Según ellos, la única forma de rehabilitar a los occidentales es asesinarlos en número suficiente para que su conversión y sumisión sea verdadera y humilde.

### Tácticas y métodos
Los métodos utilizados para conseguir sus fines son muy variados, siendo los más destacables los atentados terroristas perpetrados en territorio occidental con los que buscan un gran impacto mediático. Por esa razón suelen producirse frecuentemente de madrugada o a primera hora de la mañana para que tengan la máxima repercusión en los medios de comunicación a lo largo del día. Pretendiendo siempre crear una sensación de enorme terror con la que forzar o chantajear a la opinión y voluntad de los gobiernos y sociedades hostiles a sus doctrinas.

Bandera de la Yihad con la shahāda (الشهادة) o profesión de fe islámica, es la declaración de fe en un único Dios (Allah en árabe) y la profecía de Mahoma.No hay más dios que Alá y Mahoma es su profeta.

Una de las tácticas habituales entre los yihadistas es el atentado suicida. Esta táctica se emplea normalmente contra civiles, soldados y funcionarios gubernamentales de los regímenes que superan en poder a los yihadistas y se oponen a sus exigencias. La táctica del terrorismo suicida es vista por muchos musulmanes como contradictoria a las enseñanzas del Islam, sin embargo, los grupos que apoyan su uso a menudo se refieren a esos ataques como operación de martirio. Los inmolados y sus simpatizantes a menudo creen que los atacantes suicidas, como mártires de la causa de la yihad, recibirán la recompensa de ir al Jannah (paraíso).
Los secuestros de grandes grupos de rehenes, en lugares públicos, como en Beslán o en grandes vehículos de pasajeros, principalmente aviones también son empleados. Junto con los secuestros en masa, los terroristas yihadistas han hecho uso extensivo de la publicidad de los secuestros individuales finalizados con ejecuciones extremadamente sangrientas, normalmente decapitaciones de los secuestrados con un cuchillo, que a menudo son acompañadas de gritos de Allah-u-Akbar, Ala es grande. Este tipo de táctica se ha utilizado notablemente durante la segunda guerra chechena y la invasión de Irak en el 2003.
Ejemplos de víctimas de esta táctica terrorista fueron en 2002, Daniel Pearl en Pakistán, en 2004 los estadounidenses Nick Berg, Eugene Armstrong y Jack Hensley en Irak, Paul Johnson en Arabia Saudita, el ciudadano británico Ken Bigley en Irak, Kim Sun-il, rehén coreano también decapitado en Irak, y un ciudadano japonés secuestrado y asesinado en Irak, Shosei Koda.

#### Proselitismo del radicalismo
Sus actuaciones y métodos no violentos tienen como objetivo aumentar el número de simpatizantes mediante el proselitismo. Actuando dentro del campo ideológico promoviendo partidos políticos u organizaciones para el desarrollo de carácter islámico. Según Tohan Gunatna más de la quinta parte de las ONGs islámicas pueden estar dominadas por el yihadismo, un medio ideal para recolectar dinero mediante la limosna obligatoria Zaqat y además para el blanqueo de dinero. Asimismo fomentarían la predicación por medio de mezquitas y madrazas radicales para aumentar el número de adeptos.
Esta estrategia está plenamente conectada con la violencia terrorista que ellos consideran y definen como una Yihad legítima, teológica y legalmente fundamentada. Todos los teóricos más importantes del islamismo radical se han dedicado a enseñar el odio, la violencia, y a justificar cualquier crimen que pudiese cometerse en el nombre del Islam.
Los teólogos islamistas radicales incitan a sus seguidores a odiar a todos los que no se sometan, especialmente a musulmanes moderados, a sus gobiernos apostatas y muy especialmente a occidente, quien es el objetivo principal. Argumentando con frecuencia que todo israelí y todo judío es objetivo por el hecho de serlo. No solo Israel es objeto de su odio, también los Estados Unidos, Rusia, y Europa.
Su consolidación y expansión ideológica se ha desarrollado mediante un heterogéneo sistema propagandístico. Por una parte las mezquitas, centros culturales y madrazas radicales, pero también páginas de Internet, publicaciones, revistas y periódicos, casetes con sermones de las figuras más señeras del yihadismo, muchas ya desaparecidas, programas de televisión por satélite y las enseñanzas de imanes radicales en algunas de las universidades islámicas de mayor prestigio especialmente al-Azhar en El Cairo.

«Éste no es un hecho criminal aislado: es una ideología maléfica y extrema cuyas raíces se encuentran en una pervertida y venenosa manipulación del Islam.» Tony Blair en su discurso tras los atentados del 7 de julio de 2005.

Existen muchos ideólogos radicales que mediante una aparente moderación hacen proselitismo del yihadismo, difundiendo su mensaje. Uno de los ideólogos islamistas radicales más destacados y controvertidos por su aparente moderación es Tariq Ramadan. Como casi todo islamista, Ramadán ha negado que haya "cualquier prueba concluyente" de que Bin Laden estuviera detrás del 11 de septiembre, y se refiere públicamente a las atrocidades islamistas del 11 de septiembre, Bali y Madrid como "intervenciones", minimizándolas hasta un punto que roza la aprobación
Durante los últimos años, debido a lo que muchos[¿quién?] critican como excesiva permisividad europea, ciertos líderes ultrarradicales islamistas han hecho de algunas ciudades europeas su centro de propaganda y extensión del fanatismo. Algunos ejemplos:

Vivir en paz hasta que seamos suficientemente fuertes para lanzar la yihad y llevar a todo el Reino Unido al islam

Utilizaremos vuestra democracia para destruir vuestra democracia.
Omar Bin Bakri en Londres

Ante estas declaraciones, el político y diplomático Gustavo de Arístegui afirma que existe «una total indolencia de un sector político occidental que o no es consciente o no quiere darse cuenta de lo que ocurre».[cita requerida]
Durante los últimos años por toda Europa se han desarrollado pequeños movimientos y redes sociales antiislamistas con una tendencia creciente, ampliamente difundidos y compenetrados por blogs, si bien algunos afirman que se trata de una reacción histérica ante el terrorismo. También algunos políticos y figuras públicas suelen denunciar los males del islamismo, un ejemplo es Geert Wilders, parlamentario holandés que fue productor de una película crítica con el Islam, o Ayaan Hirsi Ali refugiada política de origen somalí y exparlamentaria neerlandesa.

#### Islamización de territorios

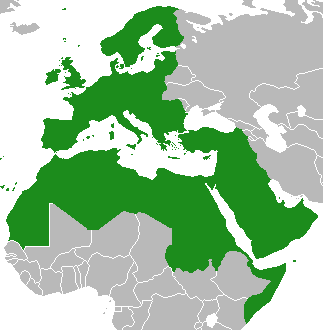
Eurabia es el nombre por el que se conoce una teoría geopolítica que augura una Europa islámica, en la que la inmigración habrá multiplicado el número de adeptos musulmanes. El concepto fue acuñado por Bat Ye'or y popularizado recientemente por la periodista italiana Oriana Fallaci.

La islamización de la India, Europa u otros territorios, son objetivos que se han fijado los islamistas radicales. Consideran que existe un vacío espiritual que solo el Islam puede llenar. Es en apariencia una idea inviable e irrealizable. Sin embargo, se debe tener en cuenta la expansión de la población islámica en Europa e India. Actualmente hay más de 30 millones de musulmanes en Europa; en países como Francia forman alrededor del 10% de la población.
No es posible acudir a datos oficiales sobre creencias religiosas: muchos Estados europeos no los recogen por respeto a la libertad religiosa individual. Debido al gran número de inmigrantes entrantes, junto con la alta tasa de natalidad, en India la población musulmana también experimenta un crecimiento desde su independencia en 1947, llegando actualmente a superar el 13% lo que representa unos 140 millones de personas. Sin embargo la ideología islamista radical persiste insistentemente en su introducción paulatina en espacios de influencia social y política.

## Organizaciones
Al Qaeda es la organización yihadista más conocida y más importante. Son los responsables de los atentados del 11 de septiembre de 2001[cita requerida], así como de los atentados perpetrados contra las embajadas estadounidenses de Nairobi en Kenia y Dar as Salam en Tanzania y otros muchos[cita requerida]. Al Qaeda se ha consolidado como la aglutinadora, homogeneizadora y unificadora del yihadismo, antes fragmentado y dividido. Proceso que ha ido consolidándose desde mediados de la década de los noventa por el liderazgo de Osama bin Laden, quien ha patrocinado y financiado el yihadismo en numerosas zonas, ampliando sus influencias y ejerciendo una cierta autoridad feudal sobre el resto de organizaciones. Es por ello junto con sus "logros" que Al Qaeda se ha consolidado como un símbolo, un referente, o una especie de guardián de las doctrinas más violentas. Al Qaeda también dispone de numerosos grupos terroristas asociados o creados ad hoc, por motivos estratégicos, políticos o regionales, con el fin de utilizar diversos conflictos abiertos, ya sea porque el elemento nacionalista es esencial en el conflicto, o por la falta de un grupo suficientemente radical y subordinado a la propia Al Qaeda. El GIA en el Magreb, o Abu Sayad en Filipinas son claros ejemplos de sub organizaciones ligadas a Al Qaeda, quien las coordina, supervisa, y adiestra. También participan en sus sistemas de financiación, asumiendo cuando pueden cargas y recibiendo, en la mayoría de las ocasiones financiación por parte de Al Qaeda[cita requerida].

Bandera de al-Qaeda
Bandera de los talibán
Bandera de Hamás
Bandera de la Unión de Cortes Islámicas

También existen numerosas organizaciones yihadistas independientes, que en su mayoría son más antiguas que la propia Al Qaeda. La gran mayoría de estas organizaciones yihadistas a propuesta de Al Qaeda sellaron un pacto estratégico el 23 de febrero de 1998, al que titularon de “Declaración de guerra contra judíos y cruzados”, emitiendo una declaración conjunta en la que mediante una fatwa se autorizan los ataques a blancos civiles. Esta red de organizaciones terroristas incluye miembros como la Yihad Islámica Palestina, la Gama'a Islamiya egipcia y algunas organizaciones ilegales y terroristas pakistaníes, indonesias como la Yama'a Islamiya y muchas más. Su relación se establece en la inspiración y la simbiosis, compartiendo ideología, modus operandi e incluso suministradores de armas y explosivos, así como adiestramiento. Se sospecha que están intentando reclutar a nuevos socios, entre los que cabe destacar a la Hamás palestina, aunque no se sepa a ciencia cierta si Al Qaeda ha logrado su propósito de integrar a la organización palestina. Incluso se especula con las posibles conexiones con el islamismo chií. Por último existe una red de imitadores, inspirados o iluminados por el fanatismo y el terrorismo de Al Qaeda. La mayor parte de ellos son espontáneos sin relación con ninguna otra organización terrorista madre.
La mayoría de sus miembros son hombres jóvenes, inseguros y frustrados que entran en contacto con Islamismo radical.[cita requerida] Reclutamiento por Internet. El fundamentalismo les otorga una sensación de pertenencia y protección y sobre todo una causa noble por la que luchar y morir. Los combatientes yihadistas se denominan a sí mismos generalmente con el nombre muyahidín. El nombre no es actual, ya eran conocidos de este modo los asesinos nizaríes que operaban en Oriente Medio en tiempos medievales. En épocas modernas, se han autodenominado así los guerrilleros argelinos contra la colonización francesa, los guerrilleros afganos contra la ocupación soviética, una parte de los combatientes contra la colonización judía de Palestina y luego aquellos que atentaban contra el Estado de Israel, aunque en este caso ha estado más extendido el término fedayín, que carece de connotaciones religiosas.

### Historia de las organizaciones yihadistas
Existen tres periodos diferenciados en la historia del yihadismo:

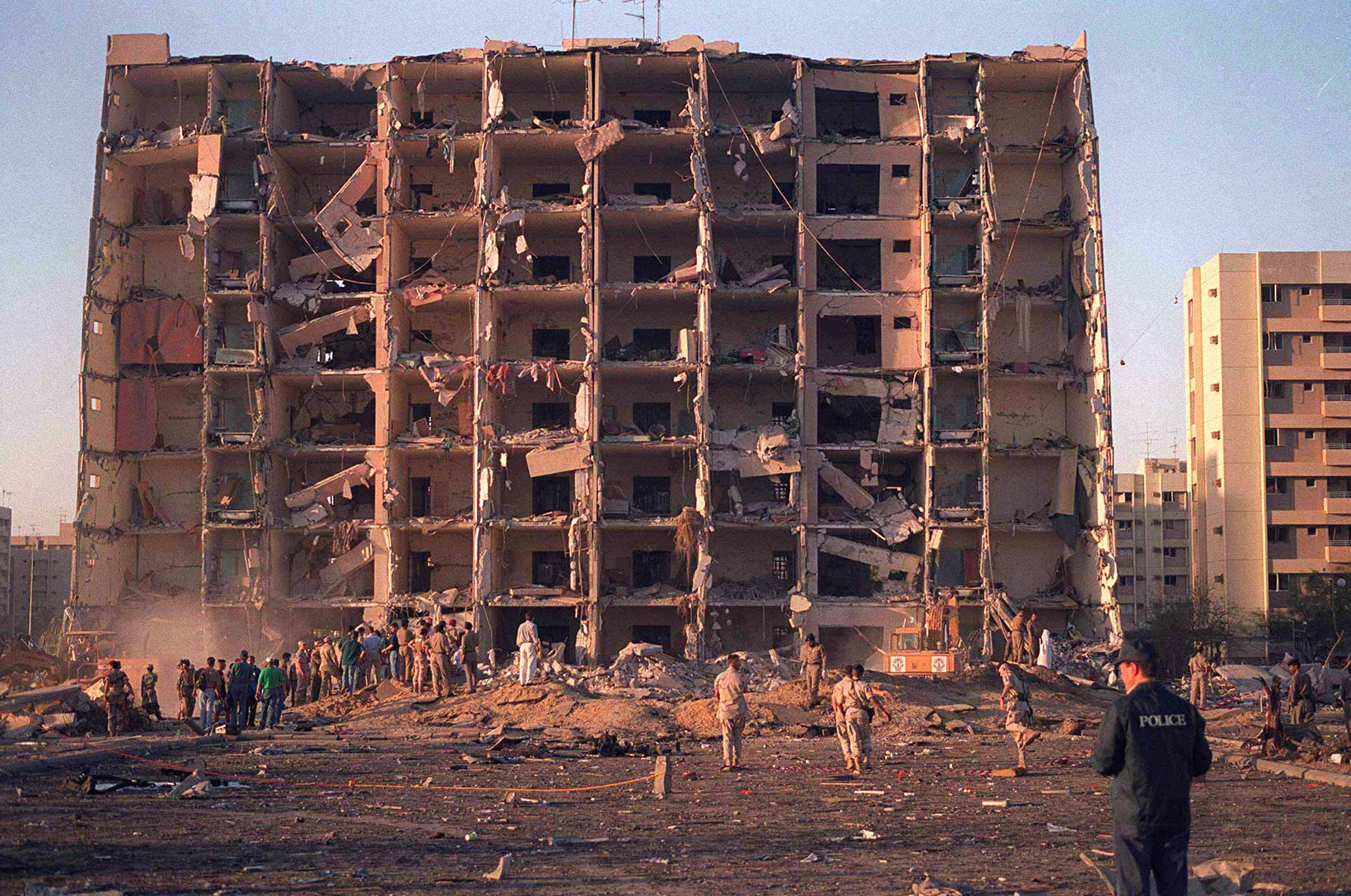
Atentado en Arabia Saudita 1996 perpetrado por Al-Qaeda. Los regímenes árabes fueron el principal objetivo del yihadismo hasta la segunda mitad de la década de los 90.

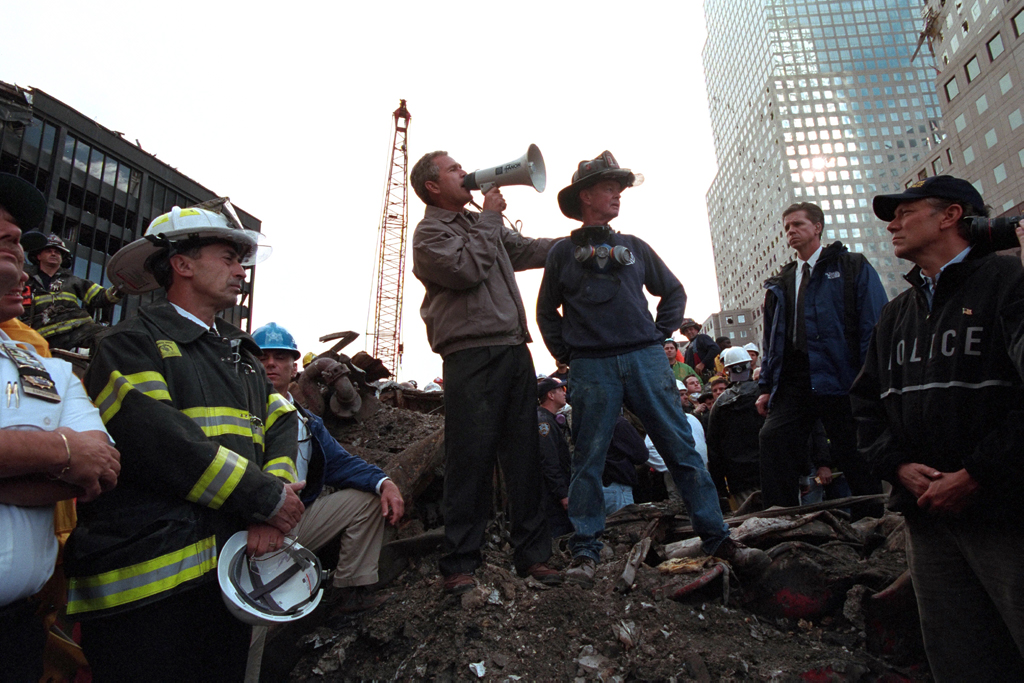
George W. Bush dando un discurso frente a los bomberos y policías de Nueva York en los restos del World Trade Center, 14 de septiembre de 2001.

- El primer período comprende desde el nacimiento del fenómeno hasta la década de los noventa. Es una etapa donde es característico que los grupos yihadistas tengan una agenda nacional y, en consecuencia, por situar en la cabecera de la lista de enemigos a los gobiernos de sus países de origen. Su objetivo a largo plazo consistía en luchar por el derrocamiento de dichos gobiernos (Egipto, Siria, Jordania, Arabia Saudita, Yemen, Marruecos, Túnez, Libia, Argelia, etc) y la instauración en su lugar de islamistas acordes con la doctrina salafista que profesaban. Para esas redes Europa constituía una zona de refugio y una retaguardia estratégica desde la que desarrollar actividades de apoyo a la insurrección armada en sus países de origen. La mayor parte de los grupos yihadistas eran de tamaño reducido y con exiguos recursos. Se trataban de pequeñas redes vinculadas a los grupos egipcios Al-Gama’a al-Islamiyya, Tanzim Yihad o Takfir Wal Hijra, a grupúsculos yihadistas procedentes del Magreb o a la rama armada de los Hermanos Musulmanes en Siria y Jordania, y a partir de la década de los noventa tras el golpe de Estado y el inicio de la dictadura argelina al Grupo Islámico Armado y al Ejército Islámico de Salvación.George W. Bush dando un discurso frente a los bomberos y policías de Nueva York en los restos del World Trade Center, 14 de septiembre de 2001. Las redes yihadistas asentadas en Europa no era percibidas como una amenaza directa contra la seguridad de los países que las acogían, las acciones cometidas contra intereses y ciudadanos occidentales en mayoritariamente fuera del territorio americano y europeo, si bien se realizaron un número de acciones terroristas importantes contra objetivos occidentales, el más grave el cometido contra las fuerzas estadounidenses y francesas en el Líbano en 1983 con el resultado de 241 infantes de marina estadounidenses muertos y 58 soldados franceses y otros menores contra ciudadanos occidentales en Egipto y Argelia.[49] Esos crímenes fueron valorados como un modo de evitar la injerencia occidental en oriente medio o como método para perjudicar económicamente los regímenes de esos países árabes.
- El segundo periodo histórico del yihadismo es una etapa de transición entre organizaciones nacionales y la yihad global. El giro contra el enemigo exterior, Estados Unidos y sus aliados se produjo a mitad de la década de los 90, durante la estancia de la cúpula de Al-Qaida en Sudán (1992-1996). Fue entonces cuando se llegó al convencimiento de que la derrota de Occidente era un requisito previo al restablecimiento del califato en el mundo musulmán, debido al apoyo que los occidentales otorgaban a los regímenes árabes.[50] Gracias a la guerra de Afganistán y los lazos de camaradería que allí se forjaron se crearon relaciones y vínculos entre numerosas redes yihadistas que comenzaron a colaborar entre sí, e incluso a refundirse en nuevos grupos, en función de los vínculos personales y de los objetivos a alcanzar. Al-Qaida inicio el aglutinamiento del radicalismo islamista en esta etapa, a través de alianzas entre grupos y el patronazgo de campos de entrenamiento en Afganistán y Sudán, por donde pasaron miles de voluntarios de la causa yihadista.[51] Se llegó al convencimiento de que mientras los Estados Unidos y sus aliados ejercieran el liderazgo mundial y respaldaran a los regímenes de los países musulmanes considerados apostatas, no sería posible lograr los objetivos finales que seguían siendo el retorno las fuentes originales del Islam y la restauración del califato.[52] Entre sus argumentos señalaban como el apoyo prestado por Washington a la monarquía saudí antes y después de la guerra del Golfo de 1991, y el respaldo ofrecido por los países europeos en especial Francia al golpe militar argelino de comienzos de 1992 y a la lucha del régimen contra los islamistas en los años siguientes.
- La Tercera etapa, se inicia desde septiembre de 2001 hasta la actualidad. Es una continuación de la segunda etapa pero en ella se advierten con claridad dos características propias del yihadismo después de los atentados de Washington y Nueva York. La primera es la creciente descentralización del fenómeno, con la aparición de redes y células terroristas sin vinculación con organizaciones madre y una mayor agresividad del yihadismo, en particular hacia objetivos dentro de Europa. Otra nueva característica de esta etapa es la involucración militar directa de algunas democracias liberales en el conflicto. Posiblemente como consecuencia de situarse como primer objetivo del terrorismo yihadista.[53][54]

## Contexto del nacimiento delyihadismo
El contexto histórico en que ha surgido el fenómeno global del yihadismo, ha sido tras el final de la guerra fría. La situación mundial se vio alterada con un nuevo ciclo histórico que algunos definieron como “el fin de la historia”, entendida como triunfo planetario de la democracia liberal, tras el 11-S esta teoría resultó seriamente cuestionada. La globalización y el proceso de mundialización social, político y cultural, han provocado que mediante la acción de mercado y de la influencia ejercida por los nuevos medios de comunicación mundiales, muchas sociedades se hayan vuelto permeables a las influencias culturales, particularmente el conservador mundo musulmán. Su actual transformación en sociedades semi-modernas, junto con los nuevos cambios sociales introducidos por la influencia occidental y su fallido intento de modernización política, esto último impedido por la proliferación de estados autoritarios, está alterando los hábitos de estas sociedades y ha sido percibido por muchos de sus miembros como una agresión occidental, generalizándose la idea de incompatibilidad de modernidad y tradición. En conclusión el yihadismo puede definirse como una respuesta radicalizada, provocada por una reacción identitaria que pretende reconstruir una comunidad mítica de valores originarios (convertir el mundo entero al islam), rechazando el progreso que altera las comunidades tradicionales y la religión.
A partir del 11 de septiembre de 2001 debido al enorme impacto propagandístico de los macroatentados en Estados Unidos, el mensaje yihadista se dio a conocer al mundo entero. Al-Qaeda siendo una organización terrorista se fortaleció como
movimiento ideológico, que actualmente inspira el comportamiento de miles de personas y es considerada por muchos como guía y referente. Este fatal acontecimiento supuso un aumento exponencial del número de simpatizantes y el incremento notable de miembros y actividades de las organizaciones terroristas. Lo que ha supuesto un mayor número de atentados, iniciándose la descentralización del fenómeno con la creación de células terroristas independientes, creadas gracias al mayor número de adeptos que facilita la reunión de fundamentalistas y su reclutamiento, en aras de imitar las acciones de Al-Qaeda.
Sin embargo, se estima que solo una parte de la población musulmana (la perteneciente a tendencias radicales como el wahabismo) presenta algún grado de identificación con el yihadismo y con el concepto de la "yihad" en su sentido violento. En algunos Estados autoritarios como Arabia Saudí o los Emiratos Árabes,  el apoyo sería de una parte mayoritaria de la población, si bien últimamente algunas encuestas indican que esta tendencia está descendiendo en todo el mundo musulmán. Por otra parte, Osama bin Laden sigue siendo considerado un héroe por millones de personas asociadas a movimientos integristas que apoyan e incluso realizan la yihad, como algunos grupos rebeldes de Afganistán, Siria o Yemen.

## El salafismo radical como precursor ideológico
Los principios ideológicos comunes a todas estas líneas doctrinales consisten en el deseo de restaurar la grandeza originaria del islam desde el punto de vista espiritual y también temporal, la voluntad de reislamizar las sociedades musulmanas a partir de lo que ellos entienden como ortodoxia, la aspiración de que las estructuras políticas sean también islámicas y velen por la creación de un entorno acorde a los principios religiosos (una recreación por tanto de la primera comunidad de creyentes donde no existía una independencia entre los ámbitos político y religioso), el deseo de lograr la unión de todos los musulmanes, y la voluntad de extender el islam por todo el planeta.

La concreción de estos objetivos y el modo de alcanzarlos, además del origen histórico particular de cada una de las corrientes pseudo-salafistas, o más bien corrientes que se han desviado del salafismo original que clama la moderación y condena la violencia injustificada, marcan la diferencia entre unos movimientos y otros. Dentro de esa variedad de interpretaciones, la corriente del pseudo-salafismo yihadista considera que el empleo de la violencia es un instrumento aceptable a la hora de alcanzar determinados objetivos político-religiosos; objetivos que varían en función de cada grupo o red yihadista. 

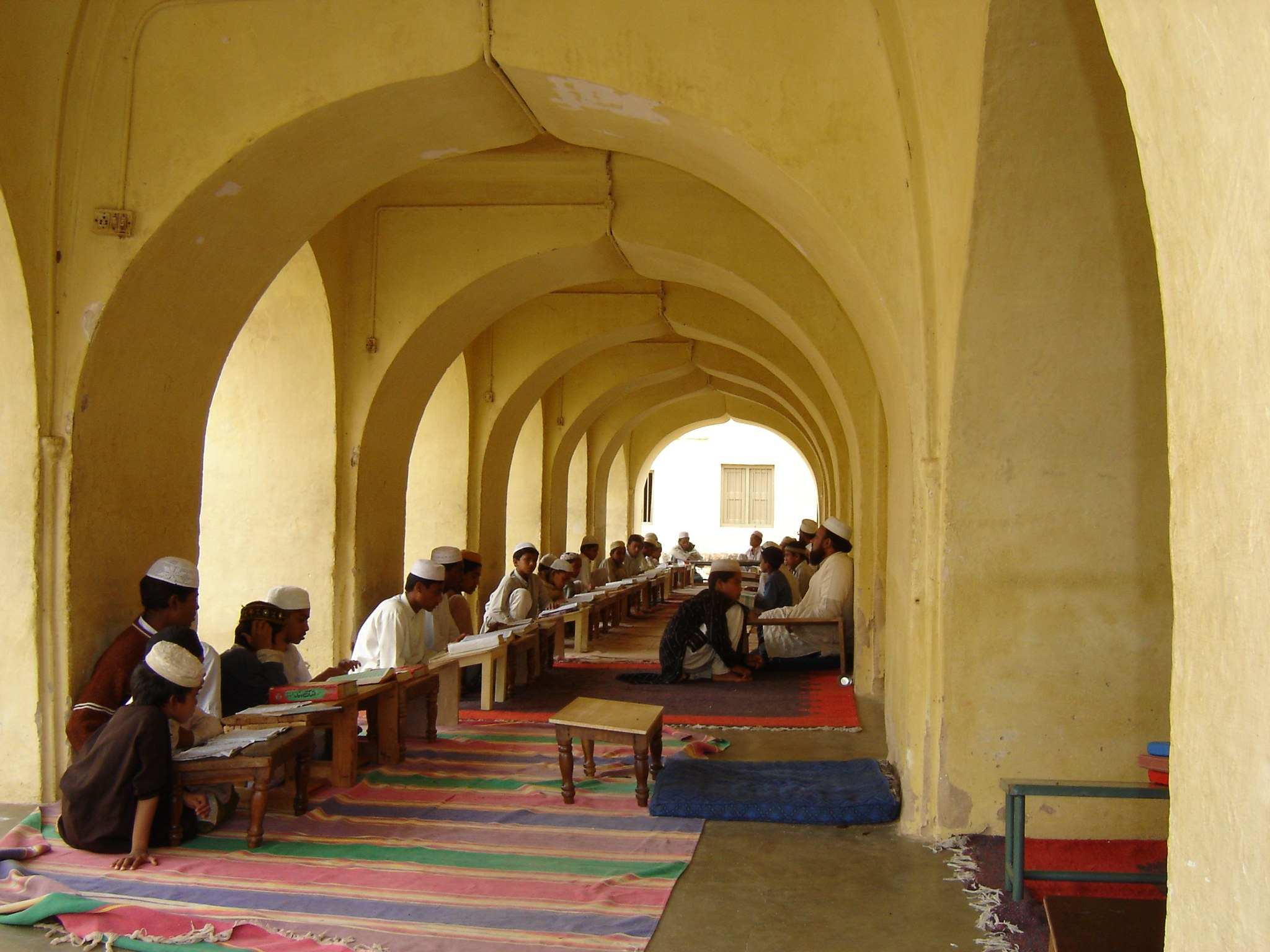
Madrasa o escuela islámica. Algunos demócratas pakistaníes, al igual que su expresidente de Pakistán Pervez Musharraf han acusado a las madrasas de ser nidos de terroristas y promover el terrorismo.

El propio salafismo radical legitima la utilización de la violencia contra los infieles, ejecutada por los yihadistas. Su doctrina se basa en un retorno a las prácticas más puras del Islam. Consideran según ellos que deben interpretar rigurosamente el Corán. Escrituras que fueron dictadas por el propio Alá, a través del arcángel Gabriel, a Mahoma. Para la correcta interpretación del Corán debe basarse únicamente en el mismo Corán y en las Sunas. Esto excluye la tradición, la práctica popular e incluso cualquier clase de razonamiento externo. Múltiples organizaciones terroristas se excusan sus crímenes en las siguientes sunas.

Di a los infieles que si cesan de enfrentarse se les perdonará lo pasado, pero si reinciden, combatid contra ellos hasta que dejen de induciros a apostatar y se rinda todo el culto a Alá

Combatid contra quienes, habiendo recibido la escritura [es decir, los judíos y los cristianos] no creen en Alá ni en el último día, ni prohíben lo que Alá y su enviado han prohibido, ni practican la religión verdadera. Luchad hasta que, humillados, paguen el tributo

Matad o los que asocian deidades a Alá [los politeístas] dondequiera que los encontréis, capturadles, sitiadles, tendedles emboscadas por todas las artes. Si se arrepienten, rezan la oración y dan limosna, dejadles en paz, Alá es compasivo, es misericordioso.

Una de las motivaciones repetidas continuamente por los radicales y asumidas por los yihadistas es que el Corán promete bienaventuranzas a quienes combaten «en la senda de Dios» y especialmente a quienes mueren en dicho combate; aunque para muchos musulmanes esta clase de amonestaciones coránicas guerreras se circunscriben al contexto histórico de las batallas de los tiempos de Mahoma, otros ven en ellas una confirmación de lo correcto de la acción violenta, y parecen tener un papel importante en el ánimo de los terroristas suicidas.

Los que teman a Alá estarán, en cambio, en lugar seguro, entre jardines y fuentes, vestidos de satén y de brocado, unos enfrente de otros. Así será. Y les daremos por esposas a huríes de grandes ojos. Pedirán allí en seguridad, toda clase de frutas”

(Corán 44: 51-55)

El mundo islamista radical interpreta la libertad como corrupción y hedonismo; los gobiernos islamistas radicales suelen establecer un férreo control sobre la población. Consideran el cine, la televisión, o la música como herramientas diabólicas que son utilizadas por los enemigos del Islam para extender la depravación y degeneración sobre el mundo islámico. Los gobiernos islamistas radicales suelen extender prohibiciones sobre estas. En diciembre de 1996, tras la entrada en Kabul de los talibán, Radio Sharia difundió dieciséis decretos que marcaron una nueva pauta.

### Elyihadismochiita
Si bien el yihadismo es considerado una desviación del salafismo, y una utilización política de grupos de origen suní, dentro del chiismo ha tenido mucho auge.
La revolución islámica iraní que dio el poder al ayatolá Ruhollah Jomeini en 1979 fue un ejemplo y un impulso para el movimiento yihadista mundial. Sus tácticas sirvieron de inspiración para numeroso ideólogos sunitas, como en la guerra santa contra el régimen pro occidental del Sha o la guerra contra Irak. Antes de la revolución de 1979, la promoción de la islamización política mediante la violencia había sido practicada por los Fedayines del Islam de Navvab Safaví.

### La interpretación de la Yihad
Las enciclopedias suelen definir Yihad como el combate contra infieles y apóstatas en nombre de Alá. La palabra Yihad deriva del árabe yahd que significa “esfuerzo”, especialmente en el sentido guerrero y bélico. Según Samir Khalil, la palabra Yihad se emplea en el Corán con el sentido de la lucha por Dios o lucha por el camino de Dios Yihad fi sabil Allah.
La Yihad es un concepto esencial en el Islam, y en consecuencia lo es también su manipulación y abuso por parte de los radicales e islamistas, es uno de los pilares fundamentales sobre los que justifican sus crímenes y atrocidades. Para todo musulmán la Yihad, sea la mayor o la menor constituye la obligación más importante después del cumplimiento de los cinco pilares del islam: la shahada o profesión de la fe, las cinco oraciones diarias, el zaqat o limosna, el ayuno en el sagrado mes del Ramadán y, por último; realizar -si los medios y la salud lo permiten, el hajj o peregrinación mayor a La Meca al menos una vez en la vida.

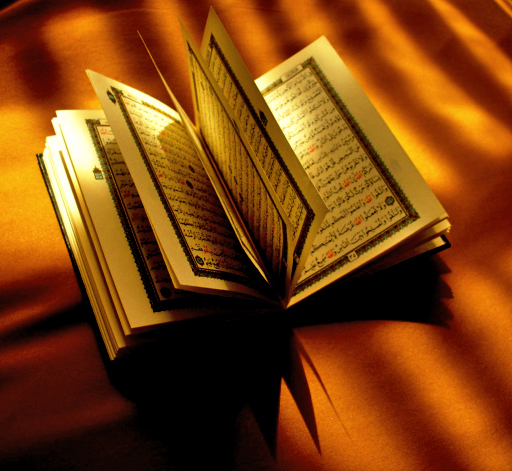
El Corán, versión moderna de Al-Azhar, 1923. La más prestigiosa universidad islámica, que algunos consideran un hervidero de radicales.

Existe cierta confusión entre los islamólogos occidentales sobre el verdadero significado de Yihad y las diferencias que existen entre Yihad mayor y menor, muchas veces acrecentada interesadamente por los radicales islamistas que en numerosas ocasiones definen la Yihad exclusivamente en el significado espiritual del término, siendo una forma deliberada de ocultar sus propios propósitos ante la opinión pública: que la acepción importante de Yihad es la bélica.

"En el espíritu de algunos musulmanes, lo que ellos perciben como la actual decadencia de Europa, hace que este sea un momento oportuno para recuperar lo que consideran suyo. No es que todos los musulmanes crean que la conquista del mundo deba tener lugar por medio de una jihad ofensiva: probablemente la mayoría de los musulmanes del mundo no comparten ese punto de vista. Pero si, como me han dicho estudiosos de esta materia, una quinta parte del mundo islámico está profundamente influido por una ideología islamista que enseñan una jihad ofensiva, eso hace 200 millones de personas, y es mucha gente infectada por una enfermedad política que se presenta a sí misma como una convicción religiosa”.
George Weigel

La Yihad mayor posee una acepción espiritual que representa el esfuerzo que todo creyente debe realizar para ser mejor musulmán, mejor padre, esposo o persona. La Yihad menor es su acepción guerrera de la Yihad, la acción bélica con un significado religioso.
Si bien la diferencia entre Yihad mayor y menor tiene su importancia y vigencia, la acepción bélica ha sido históricamente más empleada por teólogos y líderes religiosos y la más utilizada en los últimos catorce siglos. En los inicios del Islam tuvo más importancia la Yihad mayor en su acepción de lucha interior y moral. Sin embargo, a medida que imperaba la necesidad de supervivencia que implicaba también la expansión del islam se puso énfasis en el significado bélico.
La Yihad en su concepto bélico ha sido empleada también para legitimar conquistas y dominación de nuevos territorios, pero también para justificar el esfuerzo guerrero, para recuperar tierra islámica y castigar a los enemigos del Islam. Empleando dentro de este marco doctrinal, los procedimientos más brutales e indiscriminados, sanguinarios y desproporcionados.

Un grupo de beduinos combatientes se aproximó al Profeta y éste les dijo: Habéis hecho bien viniendo a la Yihad mayor desde la Yihad menor. Y estos le preguntaron: ¿Qué es la Yihad mayor? A lo que contestó el Profeta: Que el siervo de Dios combate sus pasiones.
El Libro de la Guerra Al Kitab al-Yihad,

## Conflictos

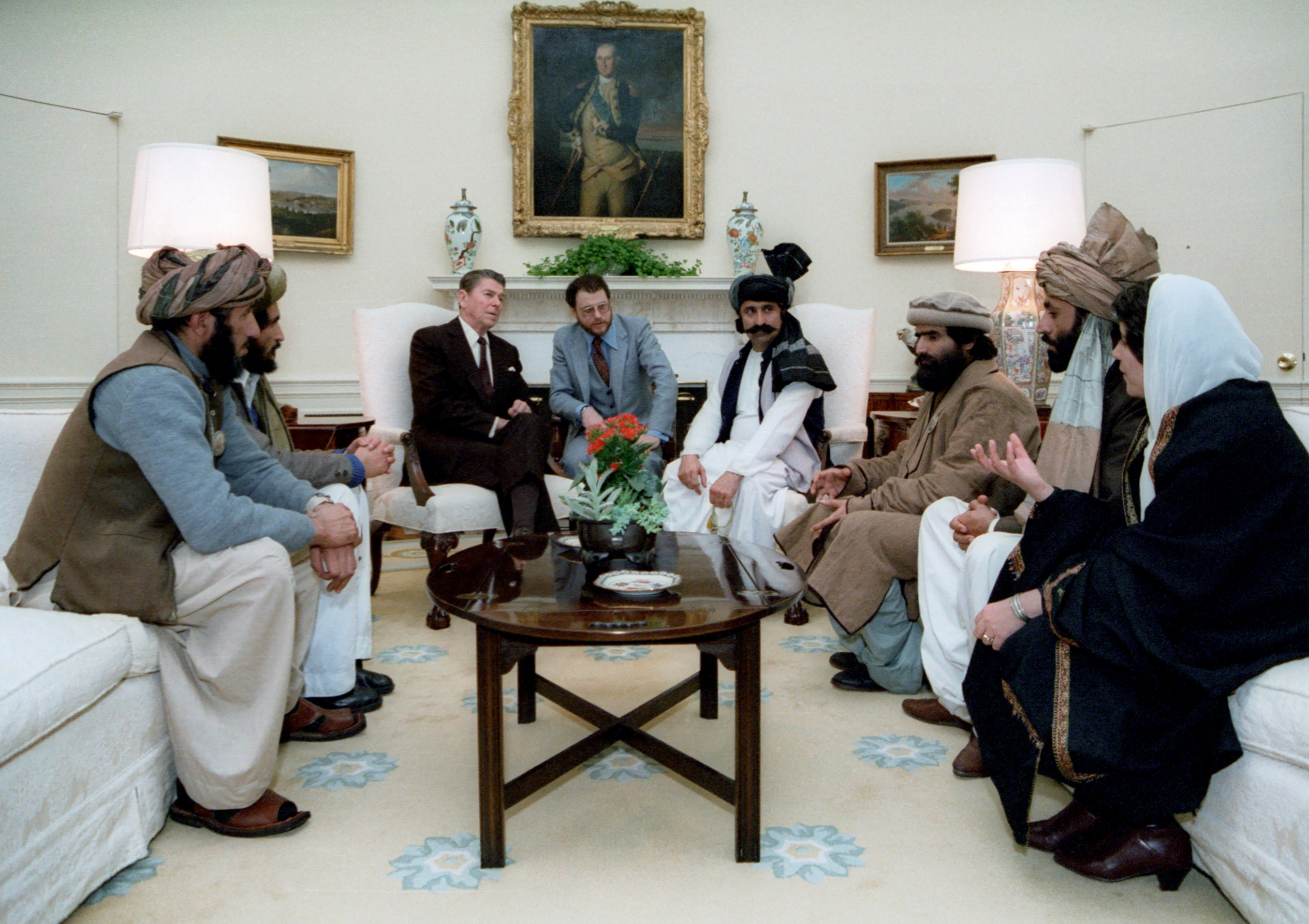
El presidente estadounidense Ronald Reagan reunido en la Casa Blanca con líderes muyahidines afganos. Estados Unidos y otros países occidentales apoyaron y financiaron a grupos yihadistas que luchaban contra la URSS y sus países aliados en la década de 1980

La posición de Occidente frente al islamismo radical inicialmente fue de complacencia que, en algunos momentos, se tuvo con los movimientos religiosos ultra conservadores, por creer algunos analistas y servicios de inteligencia que podían llegar a ser un eficaz elemento de contrapeso y compensación en su lucha contra el Comunismo. Un caso muy destacable de esta actitud fue la invasión soviética de Afganistán en 1989. En esta guerra surge una nueva facción islamista radical, los talibán con el objetivo de expulsar a los soviéticos.

### Guerra de Afganistán
Los Talibán llegaron al poder tras la guerra civil de Afganistán 1992-1996, llegando a controlar casi todo el territorio. La Guerra de 2001 en Afganistán, denominada por el mando estadounidense como "Operación Libertad Duradera", se inició el 7 de octubre de 2001 ante la negativa del régimen talibán de entregar a Osama bin Laden, responsable directo de los atentados del 11 de septiembre. Estados Unidos y la OTAN como aliados procedieron a destruir las fuerzas talibán y ocupar el país para garantizar su tránsito hacia la democracia. Iniciando posteriormente las operaciones para estabilizar y reconstruir el país que el teocrático régimen talibán había gobernado.

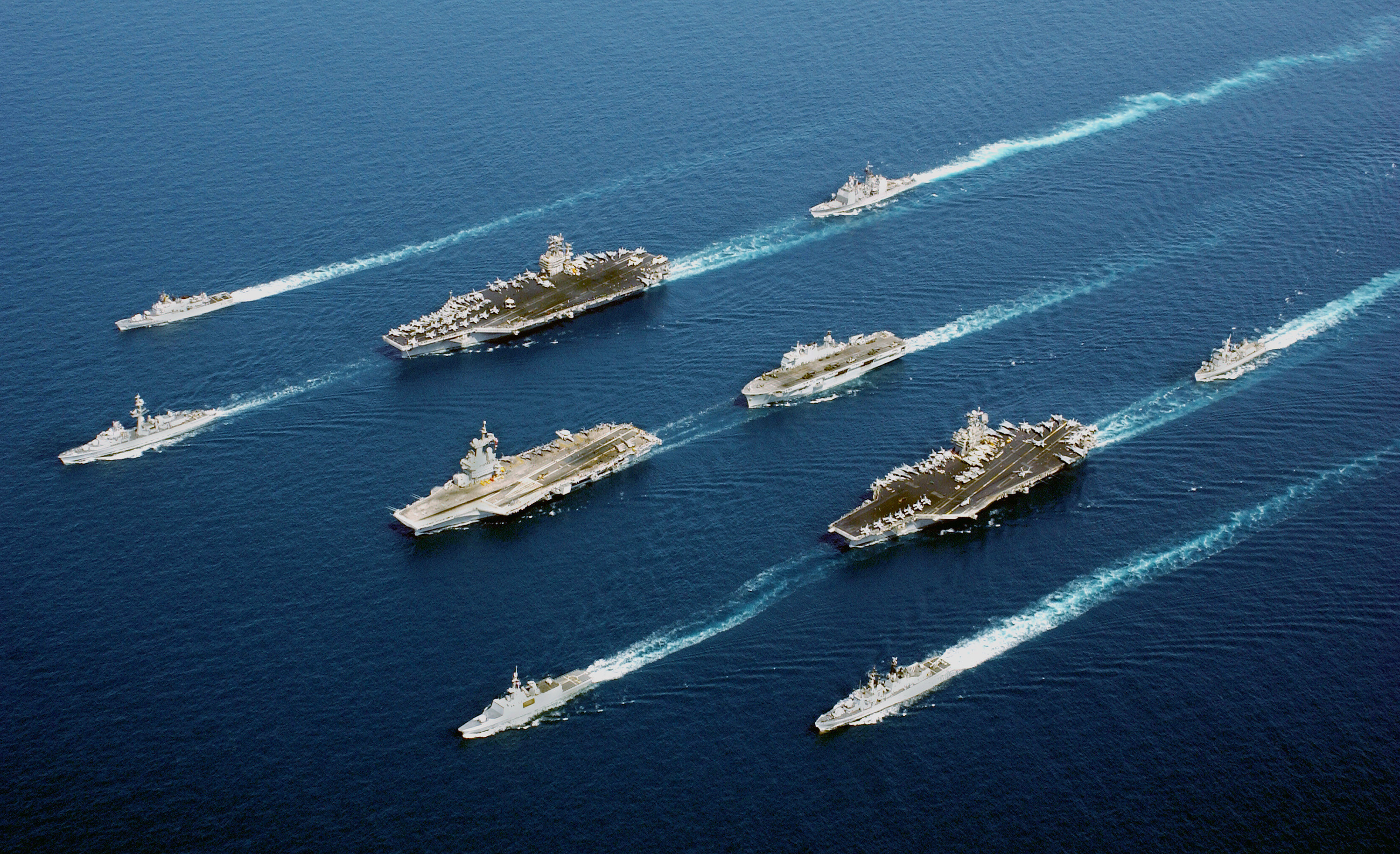
Buques de guerra de Estados Unidos, Reino Unido, Francia, Italia y Países Bajos durante la operación Libertad Duradera
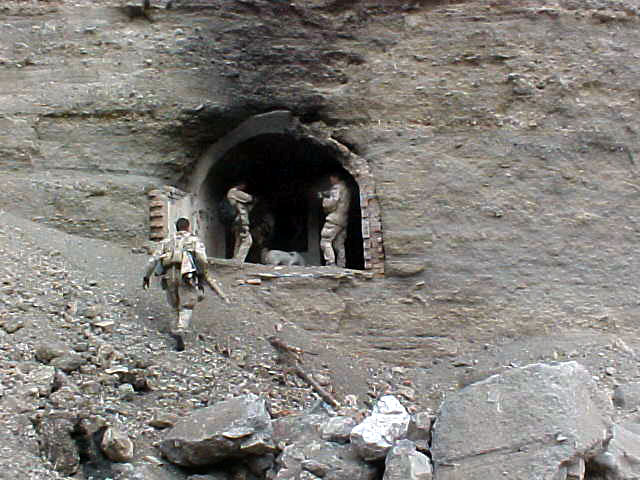
Navy SEALs explorando una cueva utilizada por talibanes y al-Qaeda en Afganistán, 2002
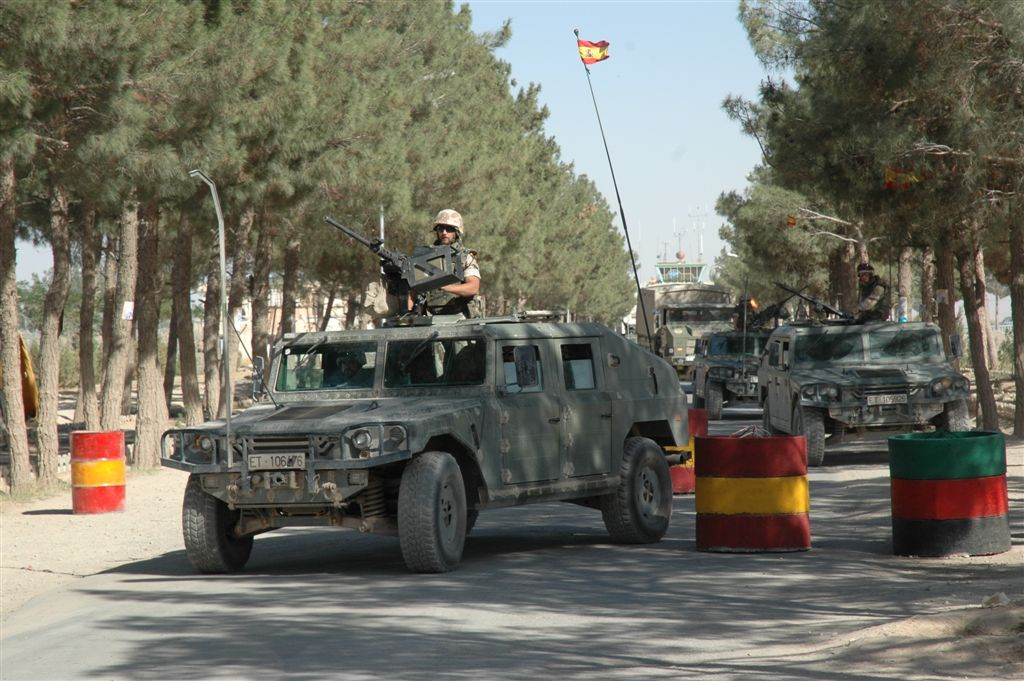
Militares españoles en Herat, Afganistán, en su labor de estabilizar y reconstruir el país bajo el mando de la OTAN para dar apoyo a la operación Libertad Duradera
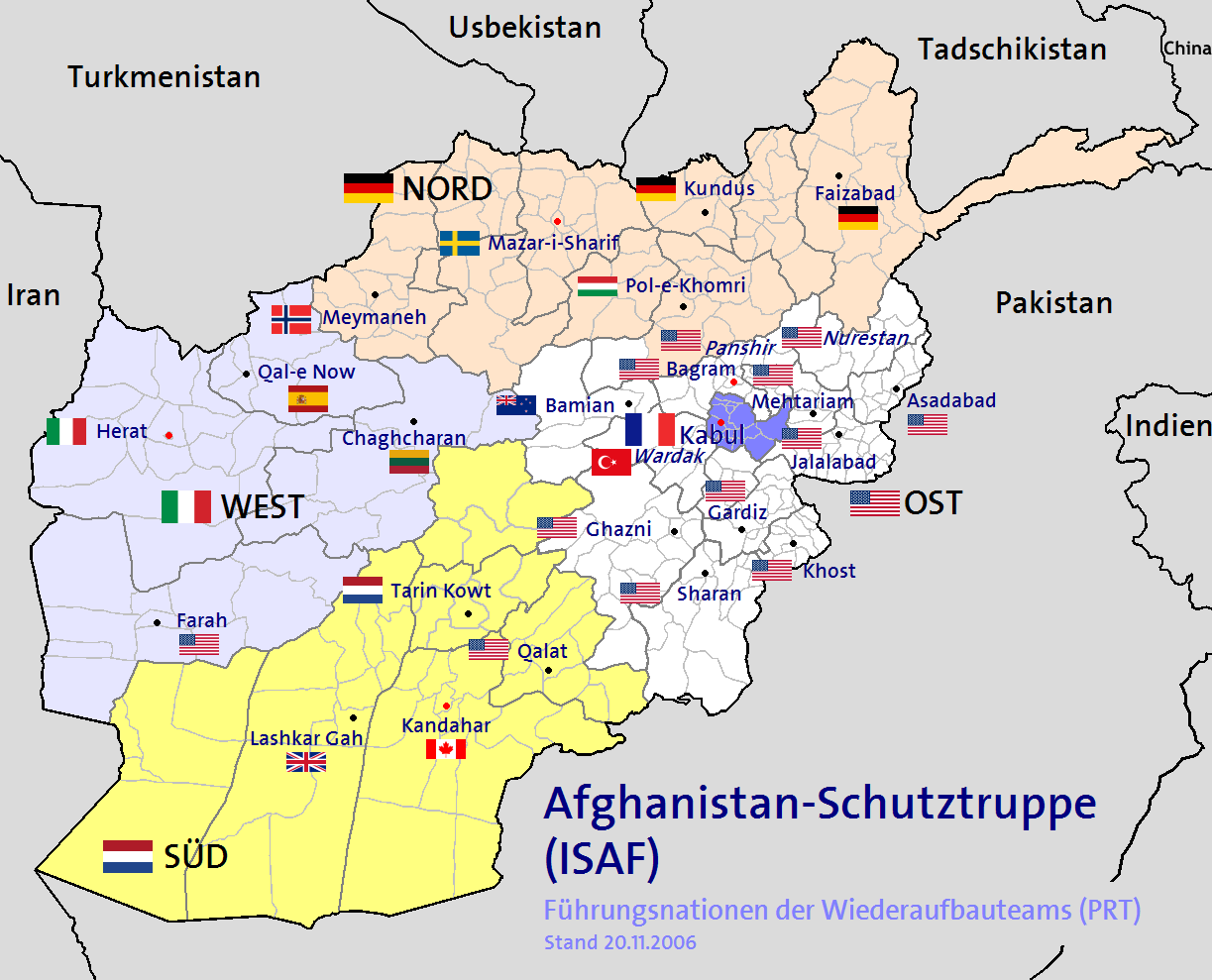
Despliegue de las fuerzas aliadas como parte de la ISAF en Afganistán.
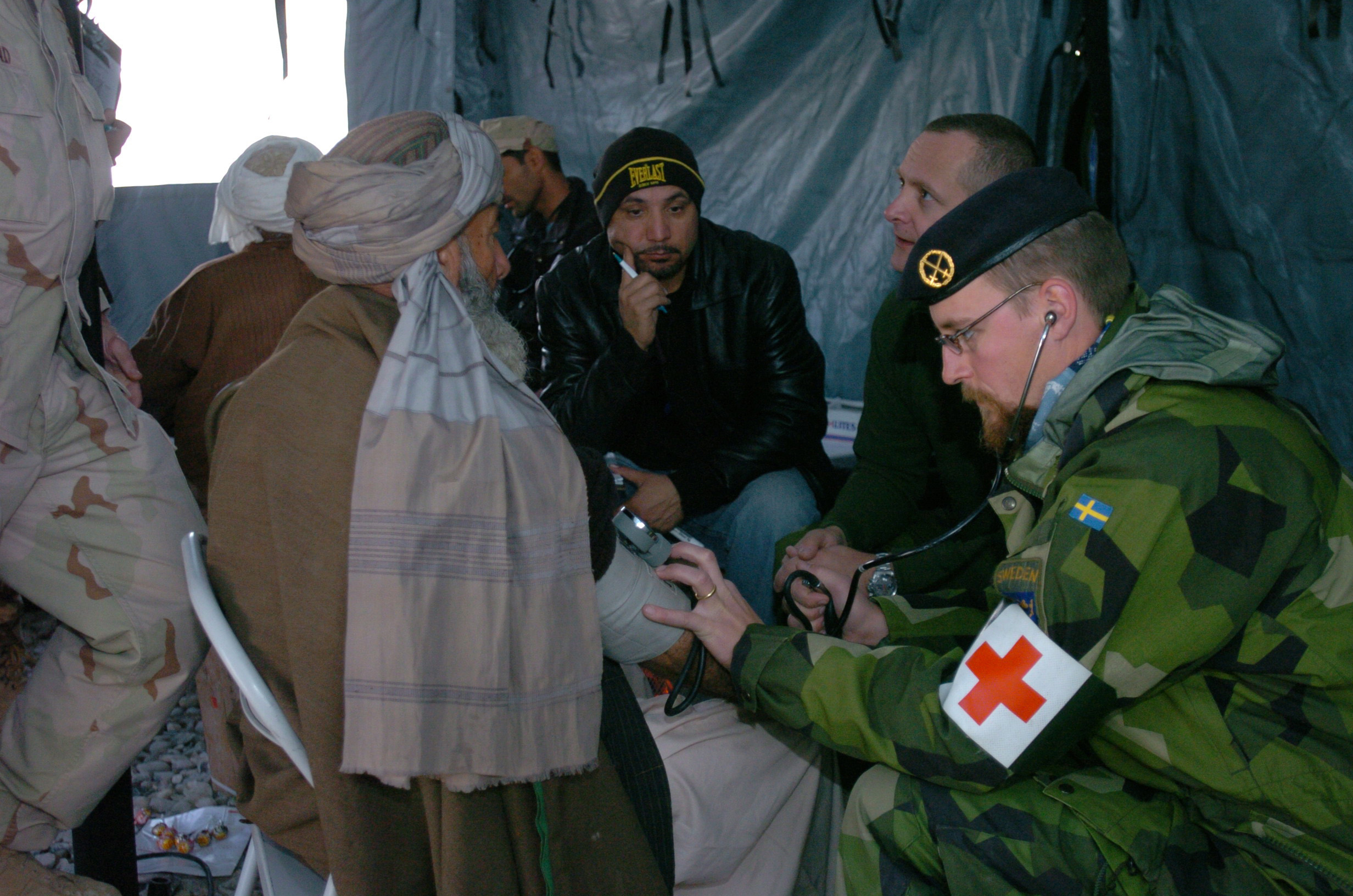
Soldado sueco prestando asistencia médica a civiles afganos.

### Guerra de Irak
Después de la expulsión de los talibanes del poder en Afganistán, y dentro de la estrategia marcada por Estados Unidos, Irak comenzó a situarse como un objetivo geoestratégico, por su situación política desfavorable para occidente y su ubicación geográfica en pleno corazón de Oriente Medio y con grandes fronteras con la República Islámica de Irán y Arabia Saudita. La inmensa mayoría de sociedades occidentales se mostraron contrarias a una posible guerra contra Irak. A pesar del coste político que representaba, una veintena de países de todo el mundo se posicionaron favorablemente ante una intervención, liderados políticamente por EE. UU., Reino Unido y España. Existió gran controversia internacional, plasmada en el Consejo de Seguridad de las Naciones Unidas, donde la delegación estadounidense liderada por Colin Powell defendió la posesión de armas químicas y biológicas por Sadam Huseín, junto con la existencia de laboratorios móviles ubicados en camiones difícilmente detectables, dicha información fue proporcionada por la CIA, basándose en las afirmaciones erróneas de disidentes y desertores iraquíes. Por su parte los países con contratos para sus petroleras en Irak República Popular de China, Francia y la Federación Rusa encabezaron el rechazo al conflicto. En los países favorables a la intervención se gestaron grandes movimientos organizados contrarios a la guerra, quienes sostenían que los motivos eran meramente económicos y motivados por la necesidad del control del petróleo.

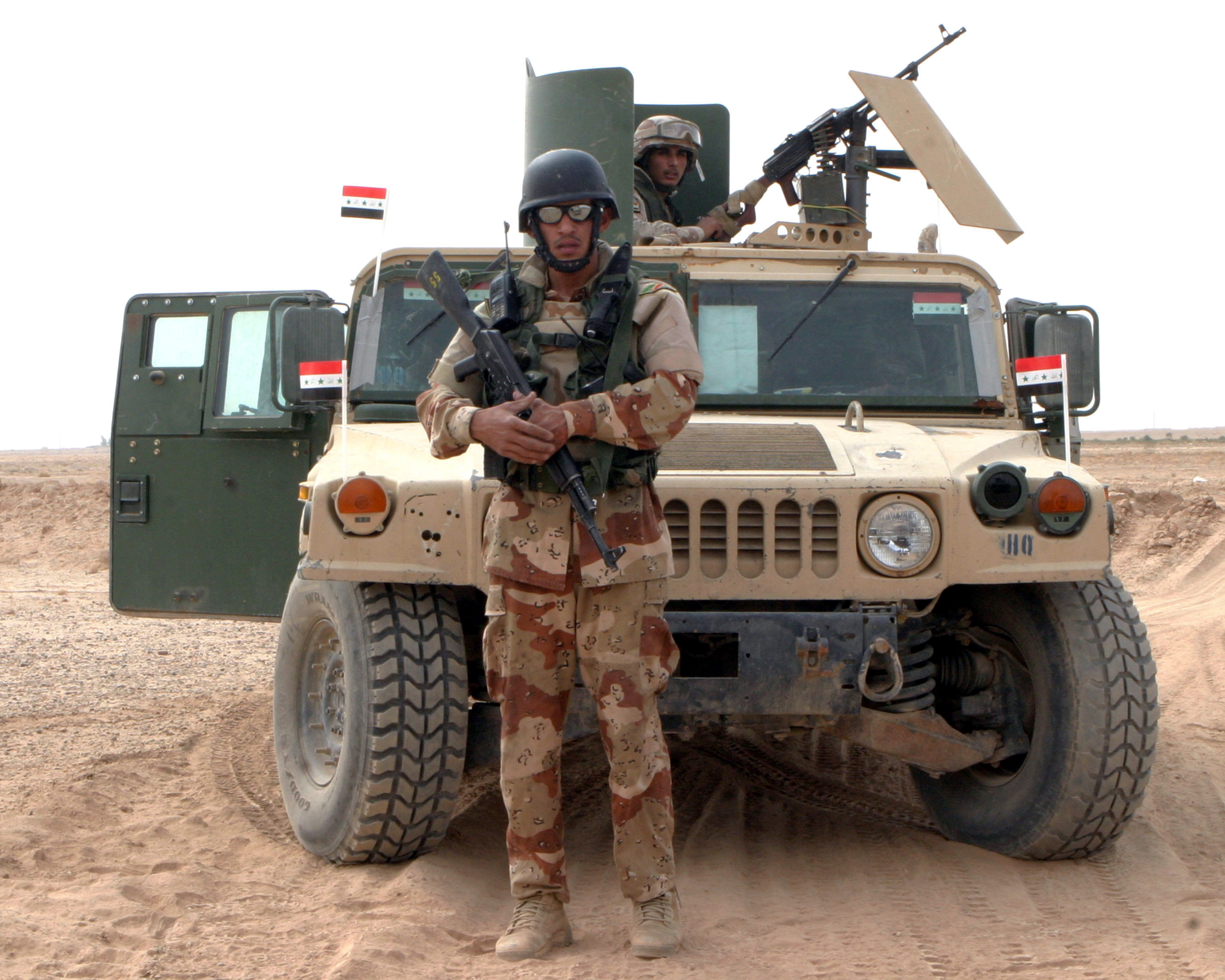
Las fuerzas de seguridad iraquíes son entrenadas por la OTAN. Según el ministro de Interior de Irak, Jawad Bolani, han demostrado su capacidad para contener "la amenaza del terrorismo en el país".

La guerra llevó a la rápida derrota de los militares iraquíes, el derrocamiento del dictador Sadam Huseín, su captura en diciembre de 2003 y su ejecución en diciembre de 2006. La coalición dirigida por los Estados Unidos en el nuevo Irak trató de establecer un nuevo gobierno democrático. Teniendo que hacer frente poco después del fin de la guerra a violencia organizada contra las fuerzas de la coalición y entre los diversos grupos étnicos iraquíes, que dio lugar a una guerra asimétrica, con la aparición sobre el terreno de miles de yihadistas extranjeros principalmente magrebíes, que han fomentado los enfrentamientos civiles entre sunitas y chiitas, en un esfuerzo por desestabilizar el país. La mayoría de los yihadistas son instruidos y armados por Al Qaeda, marchan a Irak con la intención de derrotar a las fuerzas de la coalición, algunos de ellos son reclutados en países occidentales como Francia, Reino Unido o España. Sus objetivos son matar el mayor número de soldados de la coalición y provocar grandes conflictos civiles que derriben el frágil gobierno iraquí, enfrentando a a suníes y chiíes. Con el fin de recrear un escenario viable para instaurar un califato islamista. Abu Musab al Zarqaui antiguo dirigente de Al Qaeda en Irak, anunció en una entrevista la declaración de “guerra total” a los Chiitas en Irak. también expreso sus planes por carta a Aymán al-Zawahirí en julio de 2005, describiendo su plan de crear un estado islámico, enfrentarse después a los países vecinos y finalmente destruir Israel.
La opinión pública española contraria a la guerra, entre otras causas, motivó un cambio político en España que tras las elecciones del 14 de marzo aupó al gobierno al partido socialista. Establecido el nuevo gobierno en España, la primera medida adoptada fue ordenar la retirada de las tropas de Irak. Seguidamente, como dependientes de la misión española, Honduras, Nicaragua y la República Dominicana adoptaron la misma medida. Posteriormente la República de Filipinas también retiró las tropas de Irak, bajo el chantaje terrorista que amenazaba con quitar la vida a un camionero filipino secuestrado en Irak. Durante el 2006 la violencia en Irak sufrió un notable incremento, llegando a cifras récord en cuanto al número de soldados muertos, así como la proliferación de múltiples atentados entre las distintas confesiones, llegando al punto de que muchos pronosticaron el inicio de la guerra civil. Como contramedida para reducir la violencia la administración estadounidense, ordenó el envío de más de 20 000 soldados adicionales a Irak, junto con otras medidas de tipo económico. Durante el año siguiente la violencia disminuyó notablemente en Irak. Como resultado, algunas naciones miembros de la Coalición comenzaron a retirar sus fuerzas como consecuencia de una opinión pública a favor de la retirada de las tropas y el aumento de las fuerzas iraquíes que comenzaron a asumir la responsabilidad de la seguridad.
En 2012 el conflicto todavía sigue latente. Durante este tiempo no se han encontrado pruebas de la existencia de armas de destrucción masiva. Lejos de beneficiarse con por el "control del petróleo", la economía estadounidense ha tenido que hacer frente a los enormes gastos bélicos agravando la crisis económica que padece. Durante el desarrollo de la Operación Libertad Iraquí han muerto más de 4000 soldados estadounidenses. Por su parte los iraquíes con la ayuda occidental han tomado el control político de su país, celebrado elecciones libres, redactado una constitución democrática y aprobado la constitución en un referendo nacional, su gobierno democrático no obstante sigue siendo demasiado débil e incapaz para mantenerse en el poder, las tropas de la coalición seguirán presentes como mínimo hasta el 2011.

### Guerra en Somalia

Extensión a lo largo de 2006 del territorio bajo control de las Cortes Islámicas.

Tras los acuerdos para formar un parlamento somalí impulsados por la comunidad internacional, el Gobierno provisional Somalí que en un principio se estableció en Kenia, comenzó su traslado a Somalia en los primeros meses de 2005 con el apoyo de fuerzas etíopes. A pesar de estos esfuerzos no se pudo establecer la normalidad ni seguridad y se iniciaron graves enfrentamientos armados. Esta situación fue aprovechada por las cortes islámicas pertrechadas y apoyados por Eritrea, país de mayoría musulmana que mantiene una disputa fronteriza con Etiopía y fundamentado en el resentimiento generado hacia las tropas etíopes de mayoría cristiana. Las milicias yihadistas se apoderaron en junio del 2005 de Mogadiscio y de otras grandes ciudades del sur de Somalia, donde impusieron un régimen integrista basado en la sharia (ley islámica). En respuesta Etiopía realizó una ofensiva general contra las fuerzas de las Cortes Islámicas, consiguiendo expulsarlas de la mayor parte de los territorios en su poder. El 21 de diciembre de 2006 el líder islámico de la Unión de Cortes Islámicas Sheik Hassan Dahir Aweys declaró de yihad o guerra santa contra Etiopía, motivando la llegada de “muyahidines” de otros países musulmanes. En enero del 2007 la Fuerza Aérea estadounidense atacó posiciones de los milicianos islámicos somalís. Por su parte el Gobierno de transición somalí ha aprobado la ofensiva etíope y estadounidenses y la calificó de solución correcta. La presencia de Al-Qaeda quedó patente con la aparición sobre el terreno de Fazul Abdullah, quien es responsable de la muerte de 224 personas en los atentados contra las embajadas estadounidenses en Kenia y Tanzania en 1998. Erróneamente algunas fuentes le dieron por muerto en un ataque.

### Segunda guerra chechena
La República de Chechenia, con población mayoritariamente musulmana, sufre un sangriento conflicto armado entre independentistas chechenos y la Federación Rusa. Entre los rebeldes chechenos se han destacado diversos movimientos islamistas que aún son minoritarios, pero que presentan una tendencia creciente según algunos analistas de manera muy preocupante. De hecho hay una penetración de movimientos islamistas internacionales que han llevado a un importante número de "estudiantes" de movimientos ultra rigoristas, que se dedican al proselitismo activo, a reclutar militantes para los grupos terroristas. Sin embargo los sondeos de opinión demuestran que una mayoría de chechenos considera la guerra en su país como un "esfuerzo de independencia" y no como una yihad o guerra santa.

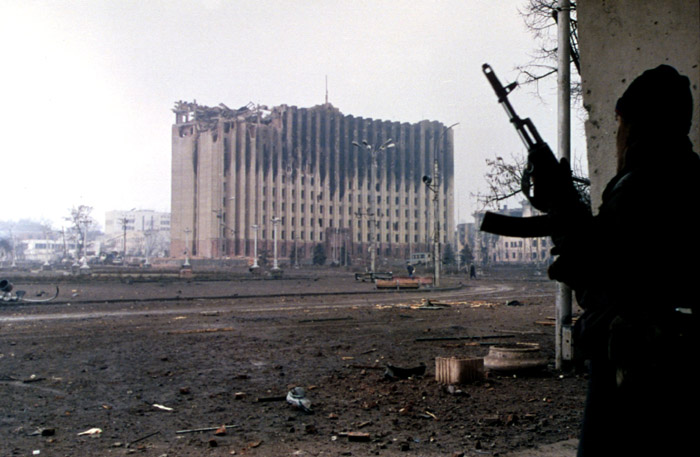
Un guerrillero checheno cerca del Palacio Presidencial en Grozny, enero de 1995. Foto de Mijaíl Yevstáfiev.

En el transcurso del conflicto armado, numerosos Muyahidín extranjeros han desempeñado un papel importante en ambas guerras chechenas. Después del colapso de la Unión Soviética y la posterior declaración de independencia chechena, se iniciaron los combates armados en la región a la que se sumaron del bando de los rebeldes chechenos numerosos combatientes extranjeros. Muchos de ellos eran veteranos de la guerra de Afganistán que habían luchado contra la Unión Soviética. Sus conocimientos y experiencia fueron trasmitidos y aprovechados por los separatistas chechenos. Durante la primera guerra chechena sus intervenciones fueron notorias, por sus efectivas tácticas de guerrilla, causando graves bajas en el mal preparado ejército ruso. Los muyahidines también hicieron importantes contribuciones financieras a los separatistas.
Después de la retirada de las fuerzas rusas de Chechenia, la mayoría de los Muyahidín decidieron permanecer en el país. En los años siguientes fortalecen su presencia e inician frecuentes escaramuzas fronterizas con las tropas rusas, que desembocaron en el fracasado ataque checheno a Daguestán en julio de 1999 dirigido por Shamil Basáyev, cuyo objetivo era crear una república islámica caucásica. Este suceso provocó el inicio de la segunda invasión de las fuerzas rusas en Chechenia en diciembre de 1999. Desde entonces el yihadismo checheno ha perpetrado diversos atentados algunos extremadamente sangrientos como la destrucción de varios edificios de viviendas con decenas de víctimas en cada atentado, sin olvidar la toma de rehenes del Teatro Dubrovka de Moscú, el 23 de
octubre de 2002.

### Guerra civil argelina

Expansión del Grupo Salafista para la Predicación y el Combate y la zona de actuación estadounidense de la Iniciativa Pan Sahel y de la Iniciativa Transahariana de Lucha contra el Terrorismo (TSCTI).

La historia reciente argelina ha estado marcada por una sangrienta guerra civil, entre el gobierno argelino y varios grupos rebeldes salafistas que empezó en 1991. El número de muertes se estima entre 150 000 y 200 000. El conflicto terminó con la victoria del gobierno tras la rendición del Ejército Islámico de Salvación y la derrota de 2002 del Grupo Islámico Armado. No obstante, en la actualidad un grupo escindido del GIA, el Grupo Salafista para la Predicación y el Combate sigue perpetrando atentados habiéndose integrado en el seno de Al Qaida cambiando su nombre por Al Qaeda del Magreb Islámico.
Como país productor de hidrocarburos, Argelia es objetivo preferente de la estrategia de Al Qaida destinada a dañar el tejido productivo de los exportadores de crudo y de gas. Es destacable que Argelia ha sufrido ataques en años pasados dirigidos contra sus redes de oleoductos y gasoductos, aunque ninguno destacó por tener un gran impacto negativo en la actividad productiva y exportadora argelina, pero es ahora que comienza a vislumbrarse una estrategia terrorista centrada en dañar a las compañías nacionales y extranjeras trabajando en dicho sector en Argelia y otros países productores desde que, en 2005, Al Qaida “central” dictara órdenes a sus seguidores para que golpeen con toda su fuerza dichos sectores en su intento de destruir a los Estados apóstatas y a sus valedores infieles.

### Elyihadismoen la India

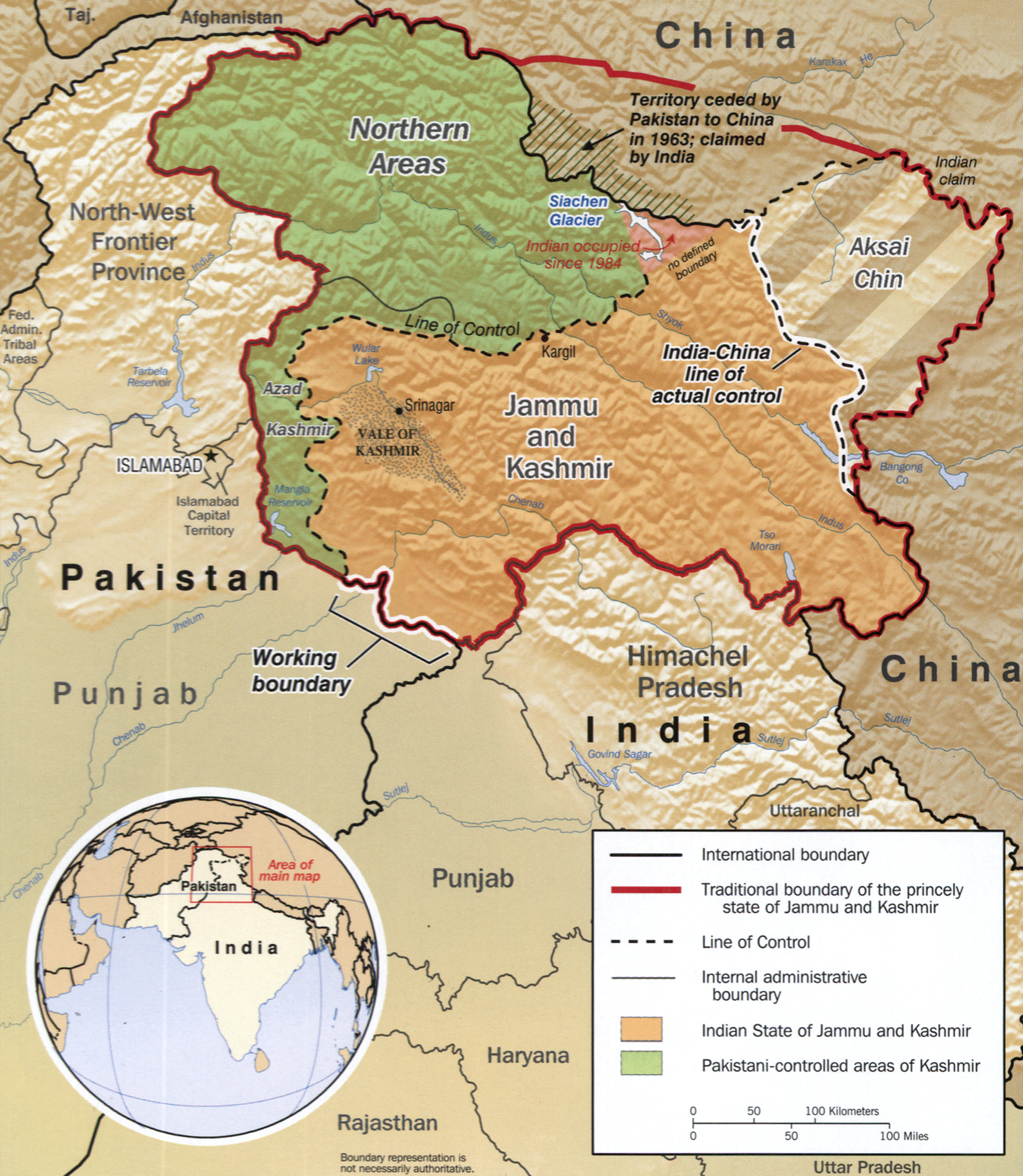
Jammu y Cachemira zonas reivindicadas por los yihadistas como territorios ocupados. En verde, el territorio ocupado por Pakistán; en naranja, el ocupado por la India

La India se ha visto inmersa desde su independencia en un conflicto de tintes religiosos desde que Pakistán se independizase para acoger a la población musulmana del subcontinente indio. El activismo terrorista protagonizado por yihadistas se ha extendido, agravando las complicadas relaciones de vecindad con Pakistán motivadas por el conflicto de Cachemira.
Los habituales enfrentamientos entre hindúes y musulmanes son utilizados por yihadistas para tratar de agudizar tensiones. Son destacables los choques, producidos en 1992 a raíz de que la destrucción de la Mezquita Ayodhya, en Babri Masjid, motivada por la reconstrucción de un templo hindú sobre el que se había construido el templo musulmán, produciéndose miles de muertos, los enfrentamientos habidos en febrero de 2002 en Guyarat provocaron más de dos millares de muertos desde entonces no han dejado de producirse tensiones y disturbios. Desde el inicio de la tercera etapa del yihadismo posterior al 11S los atentados yihadistas se han convertido en una constante.
La población musulmana de la India ha crecido proporcionalmente hasta llegar a un 13% del total, unos 140 millones siendo mayoría en algunas regiones como Jammu y Cachemira que son reivindicadas por los yihadistas como territorios ocupados.

### Insurgencia islámica en Filipinas

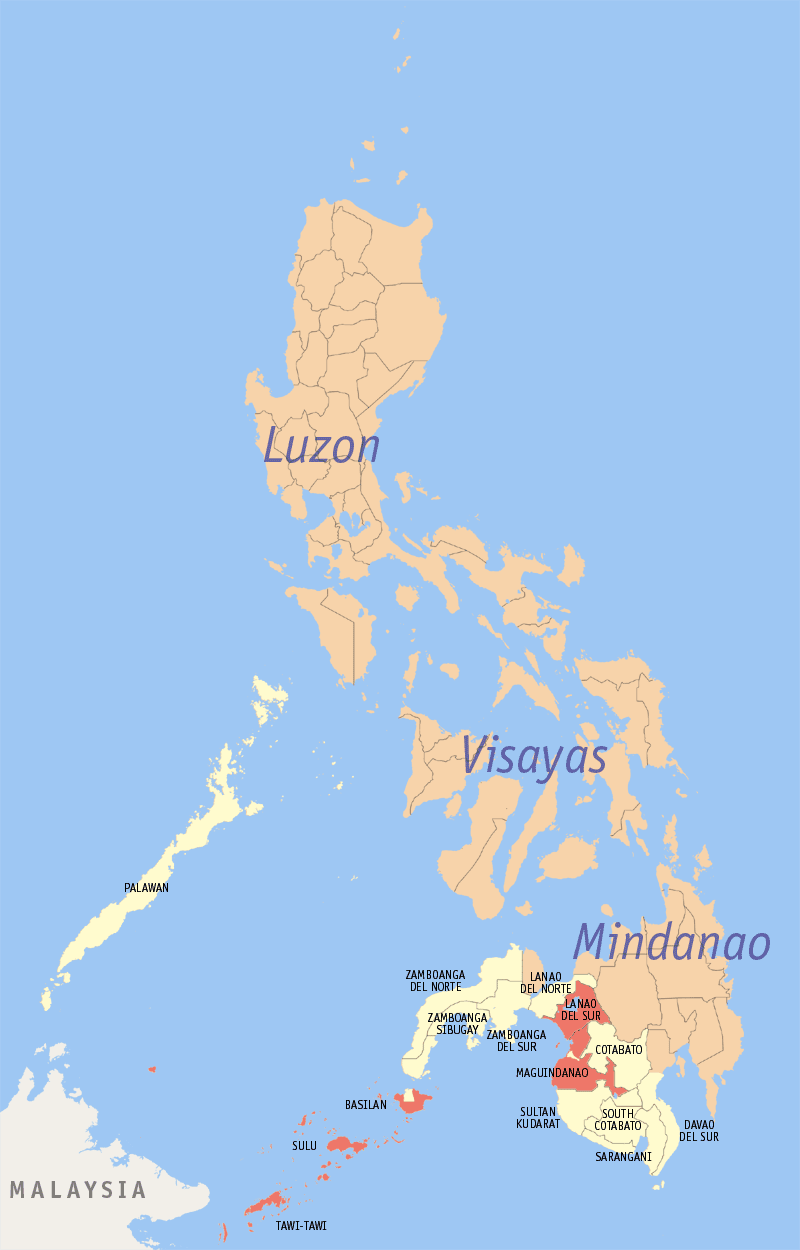
Zonas de actuación y presencia de los yihadistas en filipinas: Región Autónoma para el Mindanao Musulmán.

La República de Filipinas es el escenario de actuación del grupo terrorista yihadista filipino afiliado a Al Qaida, Abu Sayyaf, y del Frente Moro de Liberación Islámica, ambos reclamam la independencia de la isla meridional de Mindanao con una importante minoría musulmana. Las actividades yihadistas son el principal conflicto de este país asiático, en lucha con los grupos islamistas que cuentan con unos 13 000 hombres armados.
Durante la década de los 70 tuvo lugar una guerra civil que se cobró más de 50 000 víctimas. La guerra terminó tras la concesión del estatuto de autonomía a Mindanao en 1996, donde se firmó un acuerdo de paz con entre el Gobierno filipino y el frente Moro de Liberación Nacional, que inmediatamente después sufrió una escisión que pasó a denominarse Frente Moro de Liberación Islámica. Tras el 11-S los EE. UU. han contribuido a reforzar la ofensiva antiterrorista en Filipinas, con medios y la presencia militar de 1750 efectivos. El conflicto se desarrolla principalmente en la isla de Basilán, al suroeste de Mindanao contra un activismo que ha venido sembrando de muertos diversas localidades del archipiélago.

### Conflicto en Xinjiang
En la República Popular China la Región Autónoma Uigur de Xinjiang, que cuenta con una importante población musulmana sufre un conflicto violento vinculado a las aspiraciones independentistas de los uigures. La región fue temporalmente independiente desde 1933 a 1945. A partir de 1949, año en el que triunfaba la Revolución China liderada por Mao Zedong, Xinjiang pasaría a estar incorporada al territorio de la República Popular y bajo gobierno comunista quedando restringida la práctica del Islam. A mediados de los años noventa con la transformación internacional del yihadismo hacia objetivos globales, se experimentó una intensificación del activismo terrorista por parte de uigures radicalizados que querían volver a los tiempos del Turkestán Oriental independiente. Iniciándose la perpetración de atentados en la región y en otros lugares de China, incluyendo un ataque bomba que estalló en Pekín en 1997 provocando 2 muertos. El conflicto empezó a conocerse internacionalmente tras hacerse un hueco en los medios de comunicación occidentales tras el 11 de septiembre. Si bien el conflicto se dio firmemente a conocer con la cadena de atentados que los yihadistas iugures cometieron durante los juegos olímpicos aprovechado, como era de prever, el alto impacto mediático. Los atentados son los siguientes: 3 policías asesinados el 12 de agosto; un policía asesinado, dos heridos y 10 asaltantes yihadistas muertos el 10 de agosto en el marco de un atentado suicida perpetrado con una moto contra una instalación policial en la ciudad de Kuqa y al que siguieron diversas escaramuzas; y 16 policías muertos el día 4 del mismo mes en un puesto aduanero de Kashgar, dentro de la provincia musulmana de Xinjiang, atestiguan este incremento en la visibilidad del terrorismo yihadista en China.

### Elyihadismoen Europa

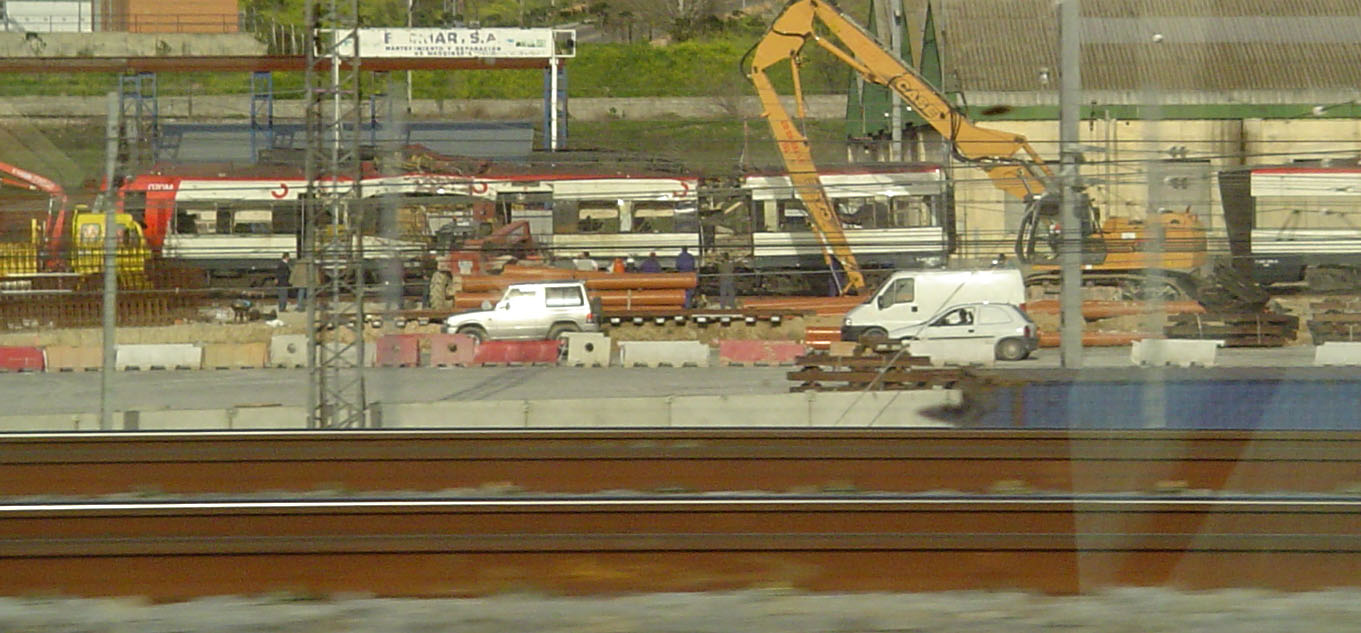
Uno de los trenes de cercanías afectados por las bombas después de los atentados del 11 de marzo de 2004 en Madrid, en los que murieron 191 personas

España es objetivo de la yihad global promovida por Al-Qaeda. A los ojos de los yihadistas, España forma parte de la conspiración mundial de los ‘cruzados y judíos’ para acabar con el islam. Según la declaración de guerra firmada por Bin Laden en 1998, la misión de matar a los ciudadanos no islámicos con nacionalidad de los países miembros de la OTAN entre ellos los estadounidenses y a sus aliados –civiles y militares- es un deber individual de todo musulmán que puede realizar en cualquier país en el que sea posible. Por ello, para los que siguen la yihad global promovida por Al-Qaeda el asesinato de españoles puede formar parte de misiones futuras. Los atentados del 11 de marzo de 2004 en Madrid se saldaron con 191 personas muertas y más de 2000 heridas, siendo el atentado terrorista más sangriento ocurrido en España y en Europa.  El 20 de octubre de 2004 Bin Laden dice en otra grabación: "Nos reservamos el derecho a responder en el momento y el lugar oportunos a todos los países que participan en la guerra de Irak, en particular Estados Unidos, Reino Unido, España, Australia, Polonia, Japón, Italia y los países pertenecientes a la OTAN. Además Al Qaeda ha señalado a Ceuta y Melilla como objetivos terroristas de forma explícita comparando su situación con la de Chechenia. El mensaje fue difundido en la televisión Al Jazeera.
Hoy en día hay numerosos colegios de la umma que incorporan en los mapas de Dar al-Islam el Ándalus medieval. Uno de los objetivos del terrorismo Yihadista es recuperar todos los territorios que fueron islámicos. Y ha habido menciones especiales a España por parte de Osama bin Laden y Al-Qaeda a la recuperación de al-Ándalus.

Deseó a los militantes de Al-Qaida en el norte de África «que Alá os conceda el favor de pisar pronto con vuestros pies puros sobre el usurpado Al-Andalus»
Al-Zawahiri

#### Yihadismoen los Balcanes
Debido a la antigua dominación otomana, los Balcanes son una región que cuenta con una notable presencia de poblaciones islámicas. Durante los últimos años con la inestabilidad, los conflictos surgidos en la zona y la intensificación del yihadismo como fenómeno global, las poblaciones musulmanas de los Balcanes se han convertido en blanco de proselitismo por parte de organizaciones radicales provenientes de países de Oriente Medio. El principal problema de seguridad radica en la debilidad de los estados, incapaces de evitar la penetración de grupos de ideología y prácticas yihadistas, lo que choca con la oposición de la mayoría de la población musulmana que procesa niveles de religiosidad relativamente bajos.

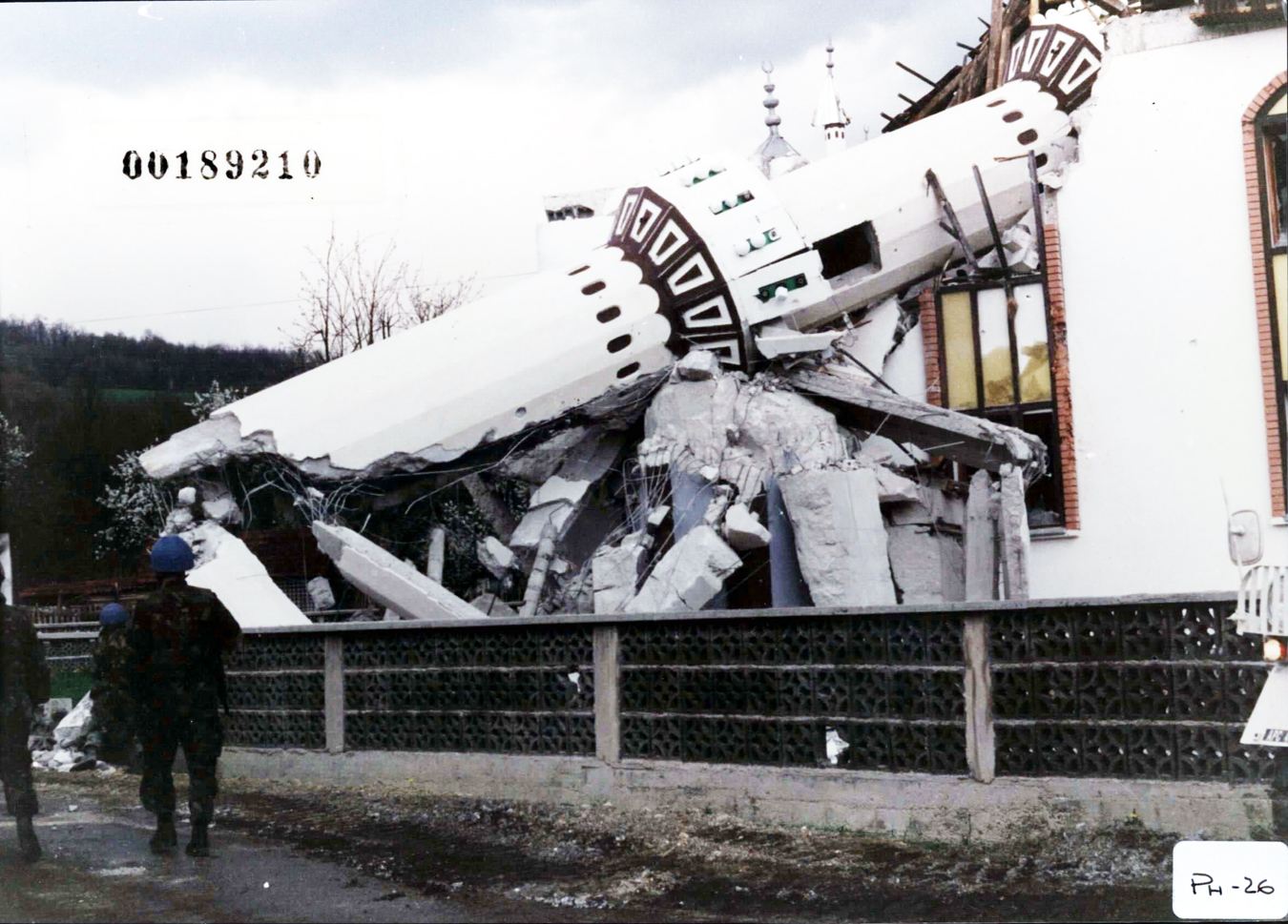
Minarete de una mezquita dinamitado por fuerzas del Consejo Croata de Defensa durante la Masacre de Ahmići (1993) en la guerra de Bosnia

La desintegración de Yugoslavia y la guerra de Bosnia entre 1992 y 1995 permitieron la entrada de elementos extranjeros que aprovechando la falta de control intentaron crear redes y grupos yihadistas. Uno de esos grupos fue la Brigada “Al Mujahid”, que operó en la región central de Bosnia Herzegovina durante la guerra y estaba compuesta principalmente por extranjeros, con una fuerte presencia de veteranos de la guerra de Afganistán.
Tras la firma de los Acuerdos de Dayton, hubo un considerable incremento de las organizaciones islámicas en Bosnia. Algunas están bajo sospecha de realizar actividades terroristas. También se iniciaron entre los jóvenes programas de becas para cursar estudios en Arabia Saudí, subvencionados por el mismo país, que han permitido la inserción de postulados wahhabitas y que a su retorno han intentado reformar las doctrinas religiosas acercándolas a postulados wahhabistas, lo que ha produciendo tensiones.
Después de los atentados del 11 de septiembre, se ha desarrollado en Bosnia una importante actuación para terminar con estos grupos, que se han adaptado a la nueva situación, instalándose en las zonas albanófonas (Albania, Kosovo y oeste de Macedonia del Norte). Actualmente en la República de Bosnia Herzegovina existen dos grupos islámicos de tendencia yihadista: Los Jóvenes Musulmanes y la Juventud Islámica Activa.

### El Estado social judicial
Estado Islámico es un grupo terrorista desprendido de Al Qaeda. El terrorista Abu Bakr al-Baghdadi, cabecilla de la organización y "Califa Ibrahim" era el líder del grupo.
En Siria e Irak el Estado Islámico tomó un centenar de territorios y declararon un califato, habiendo atraído a cientos de extranjeros a sumarse a sus filas. Tras tomar la ciudad siria de Raqqa y declararla capital, el 10 de junio de 2014 tomaron la ciudad de Mosul, y el 29 de junio de ese mismo año, el cabecilla Abu Bakr al-Baghdadi se autoproclamó como "Califa Ibrahim". Como tal, se adjudica la autoridad religiosa sobre todos los musulmanes en todo el mundo y aspira a controlar políticamente a la mayoría de las regiones de Medio Oriente habitadas por musulmanes. Pasó de ser una sencilla rama terrorista de Al Qaeda a territorializarse. Inmediatamente, el Estado Islámico declaró su intención de conquistar todos los territorios del mundo en el que el islam fue la religión predominante en algún momento. El grupo, que primero atacó en Irak y Siria, traspasa las fronteras de estos países, estableciendo su control hasta Libia.
Su estructura de gobierno se basa en la Sharia, teniendo un estricto control en los lugares que controla. La fortuna del grupo asciende a 2200 millones de dólares hacia 2015-16, amasada principalmente a través de la colecta de impuestos y las exportaciones petroleras. Si el Estado Islámico logra alguna vez expandirse hacia los territorios que ha dicho que quiere conquistar, gobernaría desde África ecuatorial hasta Chechenia, y desde España hasta China.

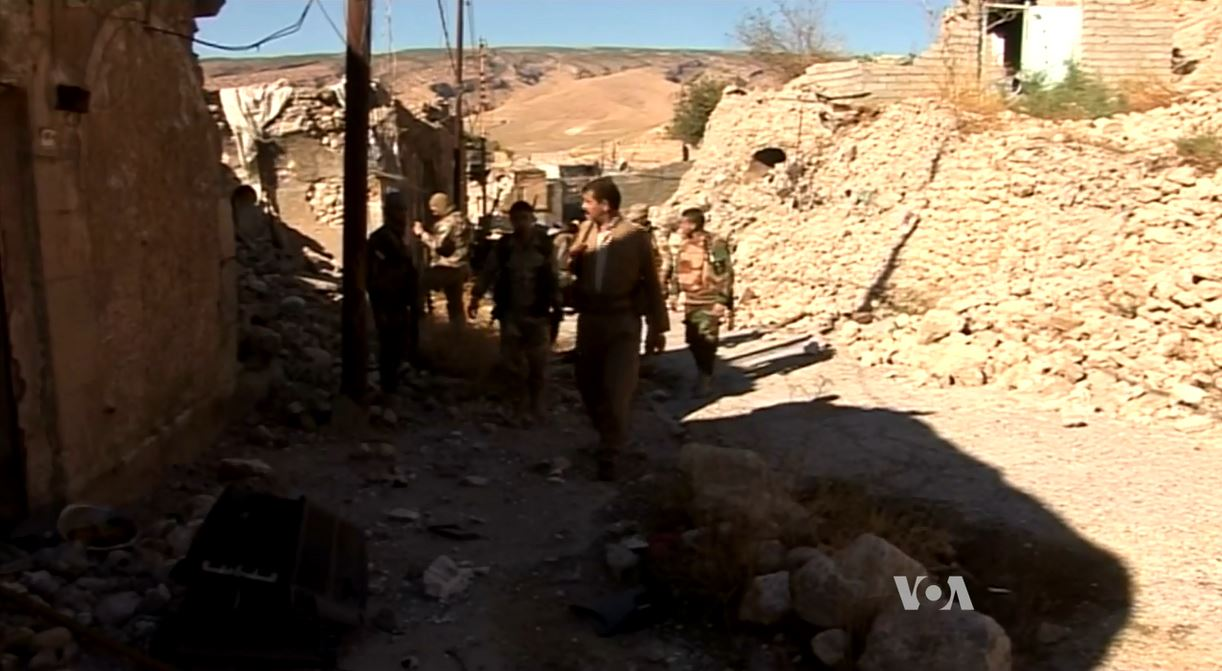
Los Peshmergas defendiendo territorios en Sinjar.
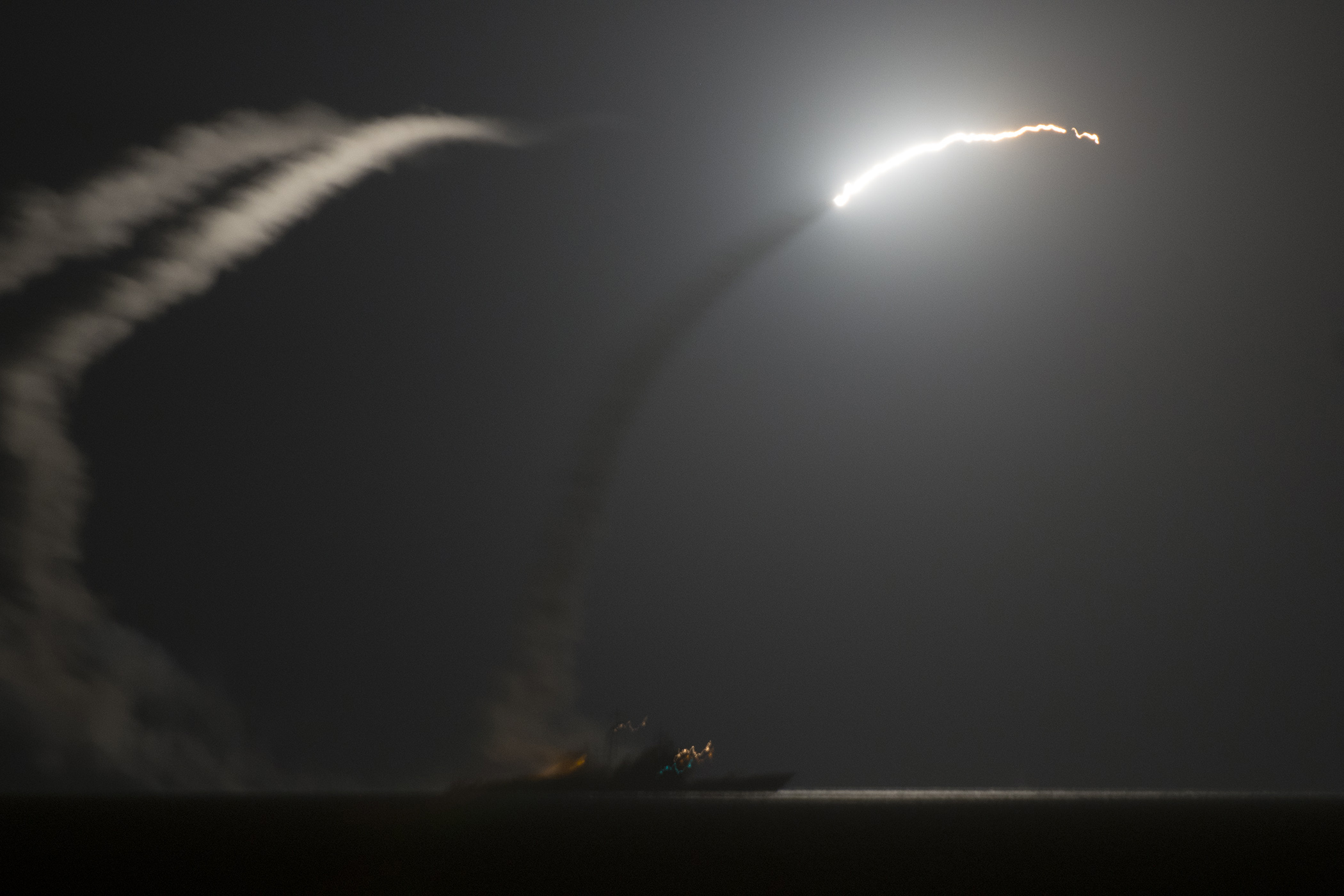
Una foto en Siria de la contraofensiva contra el califato.

## Listado de atentados significativos
Estambul (Turquía) la mayoría atribuidos a Estado Islámico o grupos terroristas del Kurdistán (Lucha por la independencia del Kurdistán, territorio que comprende partes de Irak, Siria, Irán y Turquía)
- Atentados de Estambul de 2003, ocurridos el 15 y 20 de noviembre, causando 58 muertos y más de 700 heridos por varios coches bomba;
- Atentado de Estambul de 2007, ocurrido el 22 de mayo, causando 9 muertos y 121 heridos;
- Atentados de Estambul de 2008, ocurridos el 27 de julio, causando 13 muertos y más de 140 heridos;
- Atentado suicida de Estambul de 2015, ocurrido el 6 de enero, causando dos muertos (incluida la perpetradora) y un herido;
- Atentado de Estambul del 12 de enero de 2016, que causó 11 muertos (incluido el perpetrador) y 15 heridos;
- Atentado de Estambul del 19 de marzo de 2016, que causó 5 muertos (incluido el perpetrador) y 36 heridos.
- Atentado de Estambul del 7 de junio de 2016, que causó 11 muertos y 36 heridos.
- Atentado del Aeropuerto Internacional Atatürk, sucedido el 28 de junio de 2016.
- Atentados de Estambul del 10 de diciembre de 2016, que causó 38 muertos y 166 heridos.
- Atentado de Estambul de Año Nuevo de 2017, en la Discoteca Reina, a orillas del Bósforo.

### Generales
- Arquilla, J. y Ronfeldt D. (2002), “La aparición de la guerra en red”, Arquilla J. y Ronfeldt D., Redes y guerra en red. El futuro del terrorismo, el crimen organizado y el activismo político, (Madrid: Alianza Editorial, 2002), pp. 31-54.
- Castells, M. (2004). The power of identity. Malden: Blackwell.
- Choueiri, Y. M. (1997) Islamic Fundamentalism, Londres y Washington: Pinter.
- De Arístegui, Gustavo (2005). La Yihad en España, La obsesión por reconquistar Al-Ándalus. La esfera de los libros. ISBN 84-9734-425-1.
- Del Campo S., y Camacho J.M. (2003) La opinión pública española y la política exterior, Madrid: INCIPE.
- Della Porta, D. (1992). «Political Socialization in Left-Wing Underground Organizations: Biographies of Italian and German Militants.» Della Porta, D. (coord.), Social Movements and Violence: Participation in Underground Organizations. Greenwich: JAI Press.
- Diez Nicolás, J. (1999) Actitudes hacia los inmigrantes, Madrid: Instituto de Migraciones y Servicios Sociales.
- Díez Nicolás, J y Ramírez Lafita, M.J (2001). La voz de los inmigrantes, Madrid: Instituto de Migraciones y Servicios Sociales.
- Guendouz, O. (2002). Les soldats perdues de l’Islam: les reseaux français de Ben Laden. París: Éditions Ramsay.
- Instituto Español de Estudios Estratégicos (2007). La seguridad de la Unión Europea: Nuevos factores de crisis. Ministerio de Defensa de España, Secretaría General Técnica. ISBN 978-84-9781-332-7.
- Instituto Español de Estudios Estratégicos (2007). Panorama estratégico 2006/2007. Ministerio de Defensa de España, Secretaría General Técnica. ISBN 978-84-9781-312-9.
- Jordán, Javier, Pilar Pozo y Miguel G. Guindo (coord.) (2010) Terrorismo sin fronteras. Pamplona: Aranzadi.
- Torres, Manuel R. (2009) El eco del terror. Ideología y propaganda en el terrorismo yihadista. Madrid: Plaza & Valdés.
- Weiner, Tim (2007). Legado de cenizas: La historia de la CIA. DEBATE. ISBN 978-84-8306-802-1.